# Írán
Írán, plným názvem Íránská islámská republika, dříve známý jako Persie, je stát v západní Asii. Na západě sousedí s Irákem, na severozápadě s Tureckem, na severu s Ázerbájdžánem, Arménií, Kaspickým mořem a Turkmenistánem, na východě s Afghánistánem, na jihovýchodě s Pákistánem a na jihu s Ománským zálivem a Perským zálivem. Je jednou z nejhornatějších zemí světa, většinu země zaujímá Íránská náhorní plošina, podnebí je rozmanité od horkého aridního a semiaridního až po subtropické. Írán se dělí na 31 provincií, na ploše 1,65 milionu km² žije 86 milionů obyvatel. Řadí se tak na 17. místo na světě jak v geografické rozloze, tak v počtu obyvatel, je šestou největší zemí v Asii. Hlavním a největším městem je Teherán, mezi další velká města patří Mašhad, Isfahán, Karaj a Šíráz. V mnohonárodnostní říši tvoří většinu Peršané, dále zde žijí Ázerbájdžánci, Kurdové, Lúrové, Balúčové. Úředním jazykem je perština, nejrozšířenější menšinové jazyky jsou ázerbájdžánština a kurdština. Írán je oficiálně islámskou republikou, přes 90 % jsou ší'ité, 5–⁠⁠⁠⁠⁠⁠10 % sunnité a súfí.
Írán, který je kolébkou civilizace, je osídlen již od mladšího paleolitu. Velkou část Íránu jako politický celek poprvé sjednotili Médové pod vedením Kiaxarese v 7. století př. n. l. a svého územního vrcholu dosáhl v 6. století př. n. l., kdy Kýros II. založil Achaimenovskou říši, jednu z největších ve starověku. Ve 4. století př. n. l. si říši podrobil Alexandr Veliký. Íránské povstání založilo ve 3. století př. n. l. Parthskou říši a osvobodilo zemi, kterou ve 3. století n. l. nahradila Sasánovská říše. Ve starověkém Íránu došlo k nejranějšímu rozvoji písma, zemědělství, urbanizace, náboženství a centrální vlády. Sasánovská éra je považována za zlatý věk v dějinách íránské civilizace. V 7. století našeho letopočtu si oblast podmanili muslimové, což vedlo k islamizaci Íránu. Země se stala hlavním centrem islámské kultury a vzdělanosti. Literatura, filozofie, matematika, medicína, astronomie a umění, které vzkvétaly za sasánovské éry, byly obnoveny během islámského zlatého věku a perské renesance, kdy řada íránských muslimských dynastií ukončila arabskou nadvládu, oživila perský jazyk a vládla zemi až do seldžuckých a mongolských v výbojů v 11. až 14. století.
V 16. století obnovila domácí dynastie Safíovců jednotný íránský stát, jehož oficiálním náboženstvím byla ší'itská isná ašaríja. Za vlády Afšárovců v 18. století byl Írán přední světovou velmocí, což však přestalo platit poté, co se na konci 18. století dostali k moci Kádžarovci. Na počátku 20. století došlo k perské ústavní revoluci a nastolení dynastie Pahlavíů Rezá Šáhem Pahlavím, který v roce 1925 sesadil posledního kadžárovského šáha. Pokusy Muhammada Mosaddeka znárodnit ropný průmysl vedly v roce 1953 k angloamerickému převratu. Po íránské revoluci byla v roce 1979 monarchie svržena a Rúholláh Chomejní, který se stal prvním nejvyšším vůdcem, založil Íránskou islámskou republiku. V roce 1980 Irák napadl Írán, což vyvolalo osm let trvající íránsko-iráckou válku, která skončila nerozhodným výsledkem.
Írán je oficiálně unitární islámská republika s prezidentským systémem, hlavou státu a vrcholnou politickou i náboženskou autoritou je nejvyšší vůdce. Vláda je autoritářská a je předmětem rozsáhlé kritiky za výrazné porušování lidských práv a občanských svobod. Írán je významnou regionální mocností díky svým velkým zásobám fosilních paliv, včetně druhých největších zásob zemního plynu na světě, třetích největších prokázaných zásob ropy, své geopoliticky významné poloze, vojenským schopnostem, kulturní hegemonii, regionálnímu vlivu a roli světového centra ší'itského islámu. V indexu lidského rozvoje se umístil na 78. místě, íránská ekonomika je 24. největší na světě podle parity kupní síly. V Íránu se nachází 28 památek světového dědictví. Je zakládajícím členem Organizace spojených národů, Organizace ekonomické spolupráce, Organizace islámské spolupráce, Organizace zemí vyvážejících ropu, Šanghajské organizace pro spolupráci a členem BRICS. 

## Etymologie

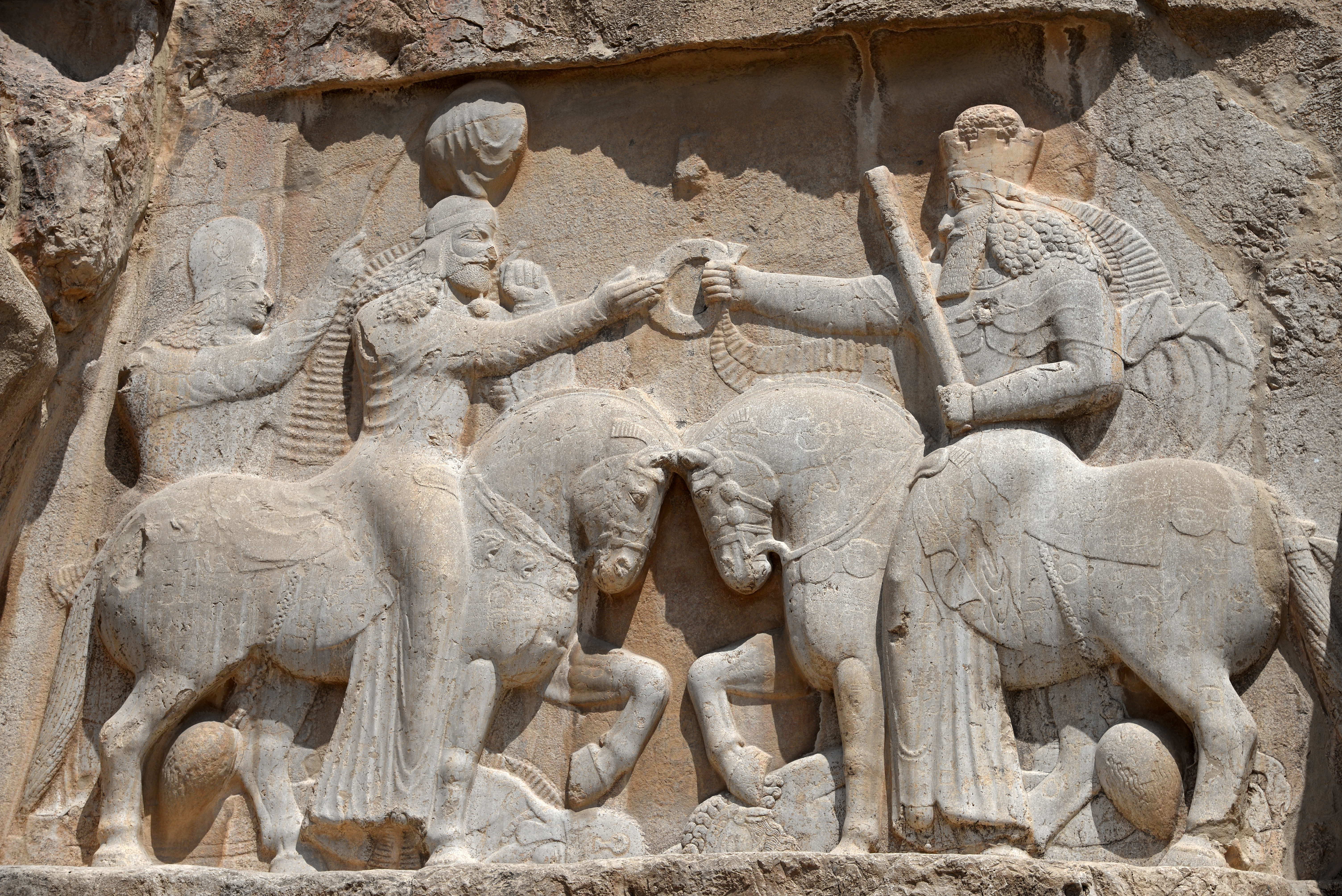
Dobře zachovaný nápis Ardašíra I. (224–242 n. l.) v Nakš-e Rustam : „Toto je postava Mazdaworshippera, pána Ardašíra, krále Íránu.“

Termín Írán („země Árijců“) pochází z středoperského Ērān, poprvé doložený nápisem ze 3. století v Nakš-e Rustam, s doprovodným parthským nápisem používajícím termín Aryān v odkazu na Íránce. Termíny Ērān a Aryān jsou sklonné množné tvary genitivních podstatných jmen ēr- (střední perština) a ary- (parthština), oba pocházejí z protoíránského jazyka *arya- (ve významu „Árijec “, tj. „z Íránců“), uznávaného jako derivát protoindoevropského jazyka *ar-yo-, což znamená „ten, kdo se (dovedně) skládá“. Podle íránské mytologie pochází název země od Irádže, legendárního prince a krále.
Historicky byl Írán na Západě označován jako Persie především díky spisům řeckých historiků, kteří celý Írán označovali jako Persís (starořecky: Περσίς; ze staroperského 𐎱𐎠𐎼𐎿 Pârsa), což znamená „země Peršanů “, zatímco Persis byla pouze jednou z provincií nacházející se na jihozápadě starověkého Íránu.
V roce 1935 požádal Rezá Pahlaví mezinárodní společenství, aby zemi nazývalo jejím původním jménem Írán. Zatímco Íránci nazývali svůj národ Íránem přinejmenším od roku 1000 př. n. l., změna názvu byla provedena pouze proto, aby západní svět začal zemi nazývat stejným jménem jako její obyvatelé. Írán byl uznán jako Írán dříve, než byl vůbec znám jako Persie. Dnes se v kulturním kontextu používá jak Írán, tak Persie, zatímco v oficiálním státním kontextu zůstává závazný název Írán.

## Dějiny

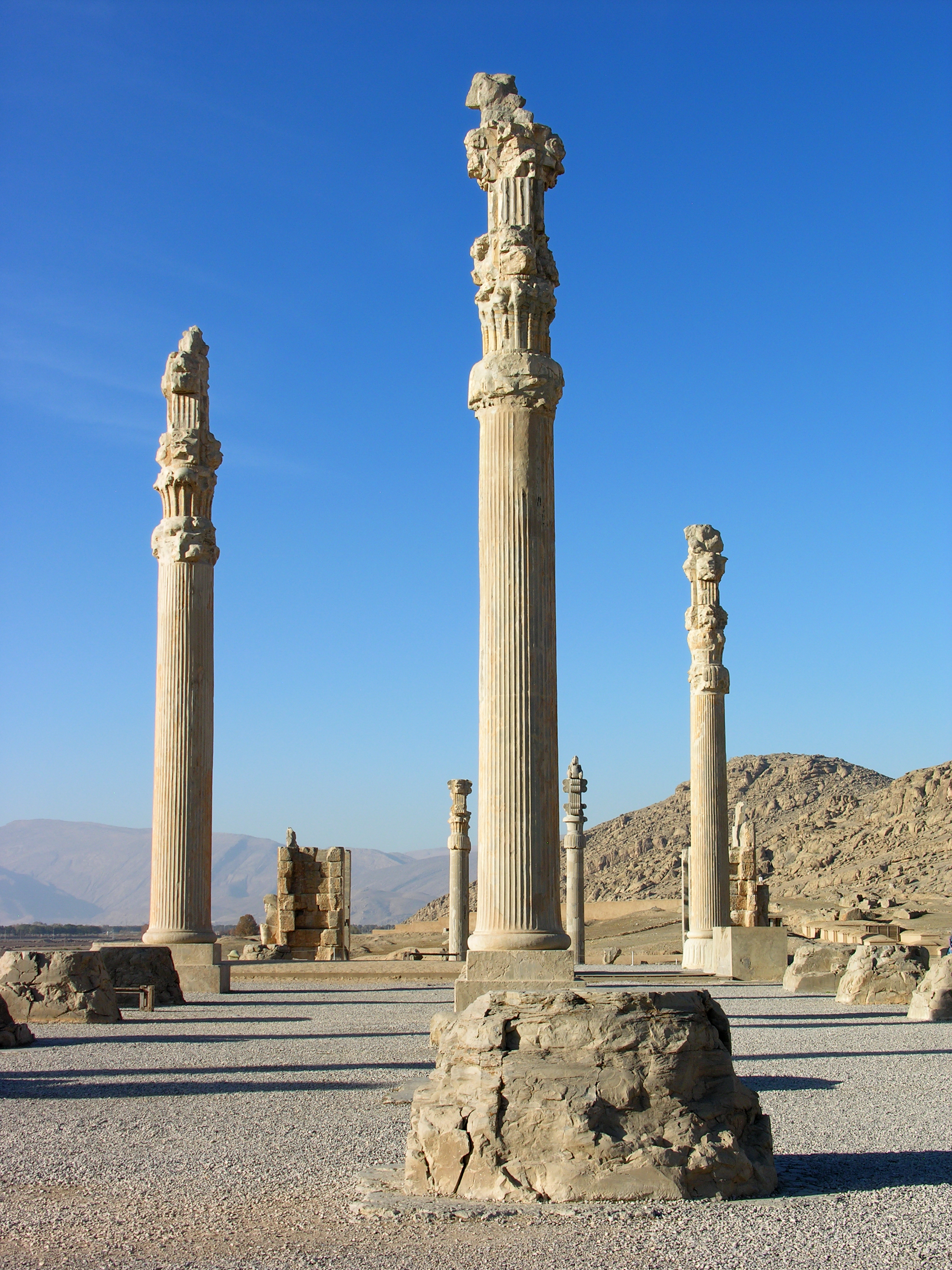
Ruiny města Persepolis

Dnešní Írán se rozkládá na území, v českém prostředí dříve označovaném termínem Persie, odvozeného podle názvu etnika Peršanů, pocházejících z jedné z provincií na jihozápadě země (Fárs). Geografická poloha země, vymezená Kavkazem na severu, Arabským poloostrovem na jihu, Indií a Čínou na východě a Mezopotámií a Sýrií na západě, byla od nepaměti natolik exponovaná, že z oblasti učinila dějiště významných historických zvratů a událostí.
Ve starověku zde vznikly rozlehlé říše Médů a perských Achaimenovců, o nichž často píší klasičtí řečtí spisovatelé, poté si teritorium podmanil Alexandr Veliký, makedonští Seleukovci, parthští Arsakovci a perští Sásánovci, až nakonec Persii obsadili a islamizovali kočovní Arabové, politicky sjednocení vystoupením Mohamedovým.
Arabští chalífové z rodu Umajjovců a později Abbásovců začlenili íránské kraje do své nadnárodní říše sahající od Maroka až do střední Asie, ale již v 9. století se jejich stát začal rozpadat – proces, který byl završen zhruba během sta let. V Persii poté vládly různé dynastie, většinou cizího původu (např. Seldžukové), a již ve 13. století přišli noví dobyvatelé: Mongolové v čele s Čingischánem. Ti v oblasti založili tzv. říši ílchánů, zahrnující i Irák s částí Afghánistánu, Pákistánu a Turkmenistánu, avšak již po století následovalo nové období partikularismu. Po přechodné nadvládě Tamerlána a jeho nástupců se staly vlastními tvůrci novodobého Íránu dynastie Safíovců a Kádžárovců, za nichž také počíná evropské pronikání na Střední východ. To zesílilo zejména poté, kdy v roce 1892 Jacques de Morgan v zemi objevil ropu.

### Pod vládou dynastie Pahlaví (1925–1979)

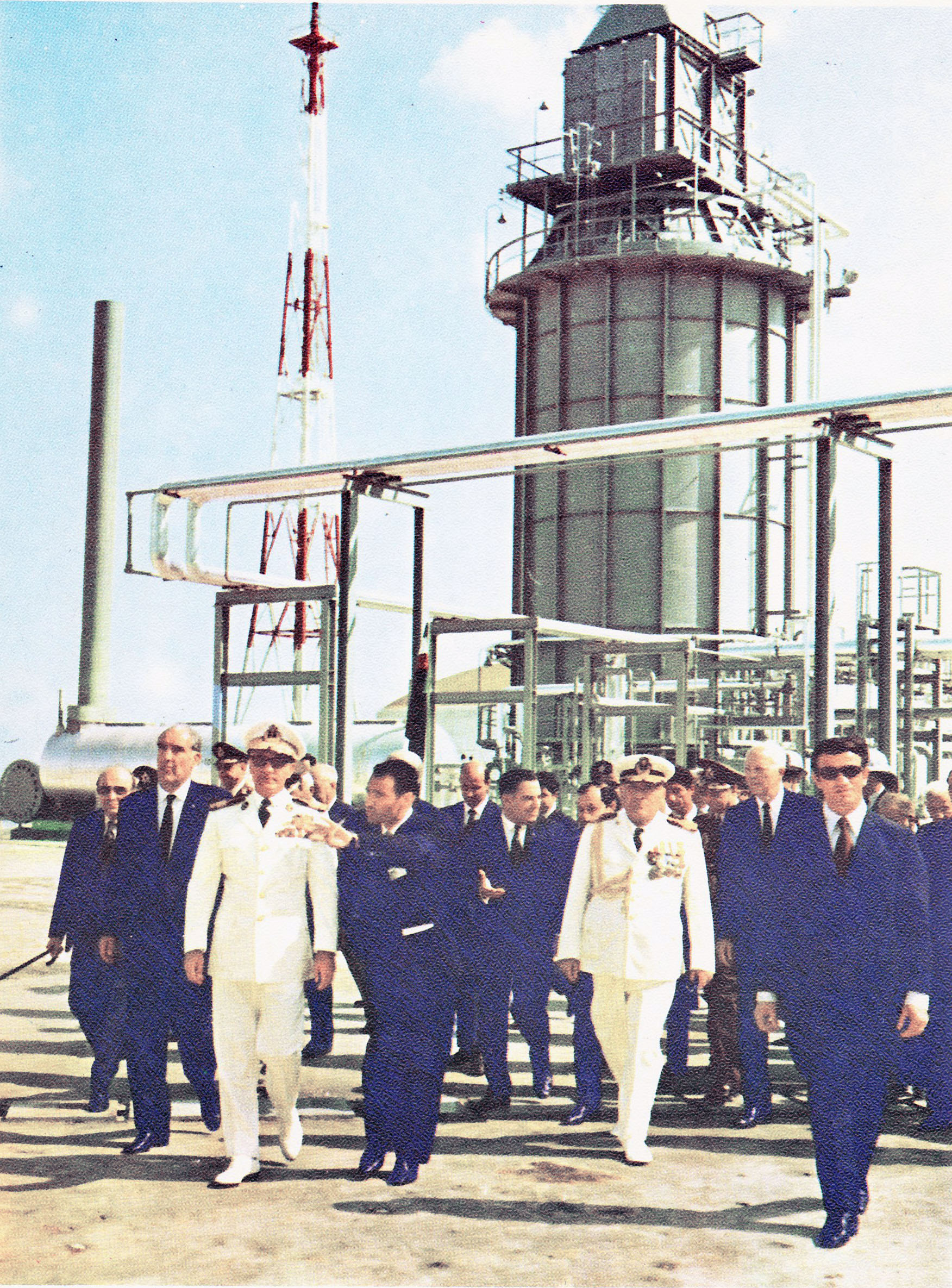
Muhammad Rezá Pahlaví při návštěvě petrochemického komplexu Kharg, 1970

Z evropských koloniálních mocností získaly v 19. století největší vliv Velká Británie a Rusko, jež si Persii postupně rozdělily na zájmové sféry. Slabá ústřední vláda v Teheránu jim v tom nebyla schopná zabránit a ani perská revoluce z let 1905–1911, která zemi zajistila parlamentarismus, nevedla k důkladné reformě mnohdy archaických správních struktur. V roce 1921 povstal proti kádžárovskému šáhu Ahmadovi kozácký důstojník, plukovník Rezá Chán, a poté, co soustředil veškerou moc ve svých rukou, dal se zvolit roku 1925 novým šáhem pod jménem Rezá Šáh Pahlaví. Za jeho vlády nastala překotná a místy neuvážená modernizace země podle evropského vzoru, prosazovaná diktátorskými metodami.
Po vypuknutí druhé světové války okupovaly Írán Velká Británie a SSSR, což souviselo jednak s vojenskou strategií Londýna i Moskvy, jednak s šáhovou proněmeckou politikou. Obě velmoci také dosadily Íráncům nového vládce – dosavadního korunního prince Muhammada Rezu Pahlavího, absolventa internátní školy ve Švýcarsku. Pod dohledem okupačních vojsk se ve dnech 28. listopadu až 1. prosince 1943 konala v íránském hlavním městě Teheránská konference za účasti Roosevelta, Churchilla a Stalina.
Muhammad Rezá Pahlaví po válce umožnil jisté uvolnění politických poměrů a v Íránu se tak na legální bázi zformovaly politické strany. V roce 1951 se stal ministerským předsedou vůdce Národní fronty Muhammad Mosaddek, který měl podporu komunistů a islamistů, jehož vláda znárodnila íránský ropný průmysl, kontrolovaný od počátku století Brity. Toto opatření vyvolalo mezinárodní krizi ve vztazích s Velkou Británií (viz íránská krize) a vyústilo ve státní převrat, zorganizovaný šáhem za podpory CIA. Od té doby vládl Muhammad Rezá Pahlaví diktátorsky pomocí tajné policie SAVAK, přičemž zahraničněpoliticky se silně orientoval na USA a podporoval Izrael. Jeho autokratické metody a přílišné prosazování západní kultury, jakož i překotně prováděná modernizace („Bílá revoluce“) však nakonec postavily proti monarchii téměř celou společnost.

### Islámská republika (1979–současnost)

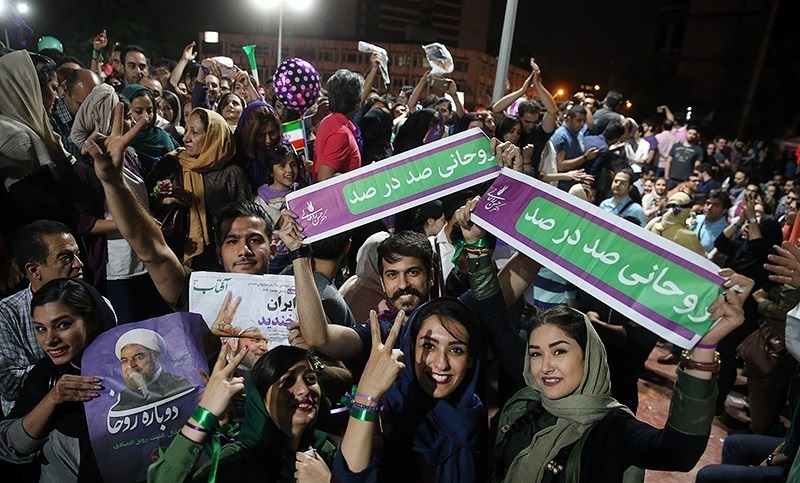
Stoupenci reformního íránského prezidenta Rúháního oslavují jeho znovuzvolení v květnu 2017

V roce 1978 vypukly v celém Íránu rozsáhlé protivládní demonstrace, které přerostly v revoluci a skončily svržením starého režimu. Šáh musel 16. ledna 1979 odejít do exilu a mocenské vakuum vyplnil charismatický duchovní, ájatolláh Rúholláh Chomejní, který se naopak z exilu vrátil. V následujících měsících byly demontovány všechny pilíře šáhovy světské diktatury, referendem schváleno ustavení islámské republiky a do ústavy zakomponovány teokratické prvky. Chomejní postupně prosadil svou politickou doktrínu „o nadvládě teologa“, jež v praxi znamenala, že moc převzalo ší'itské duchovenstvo.
Čímž byl sekulární, modernizující se Írán pod vládou Šáha uvržen do islámské republiky pod vládou teokratů.

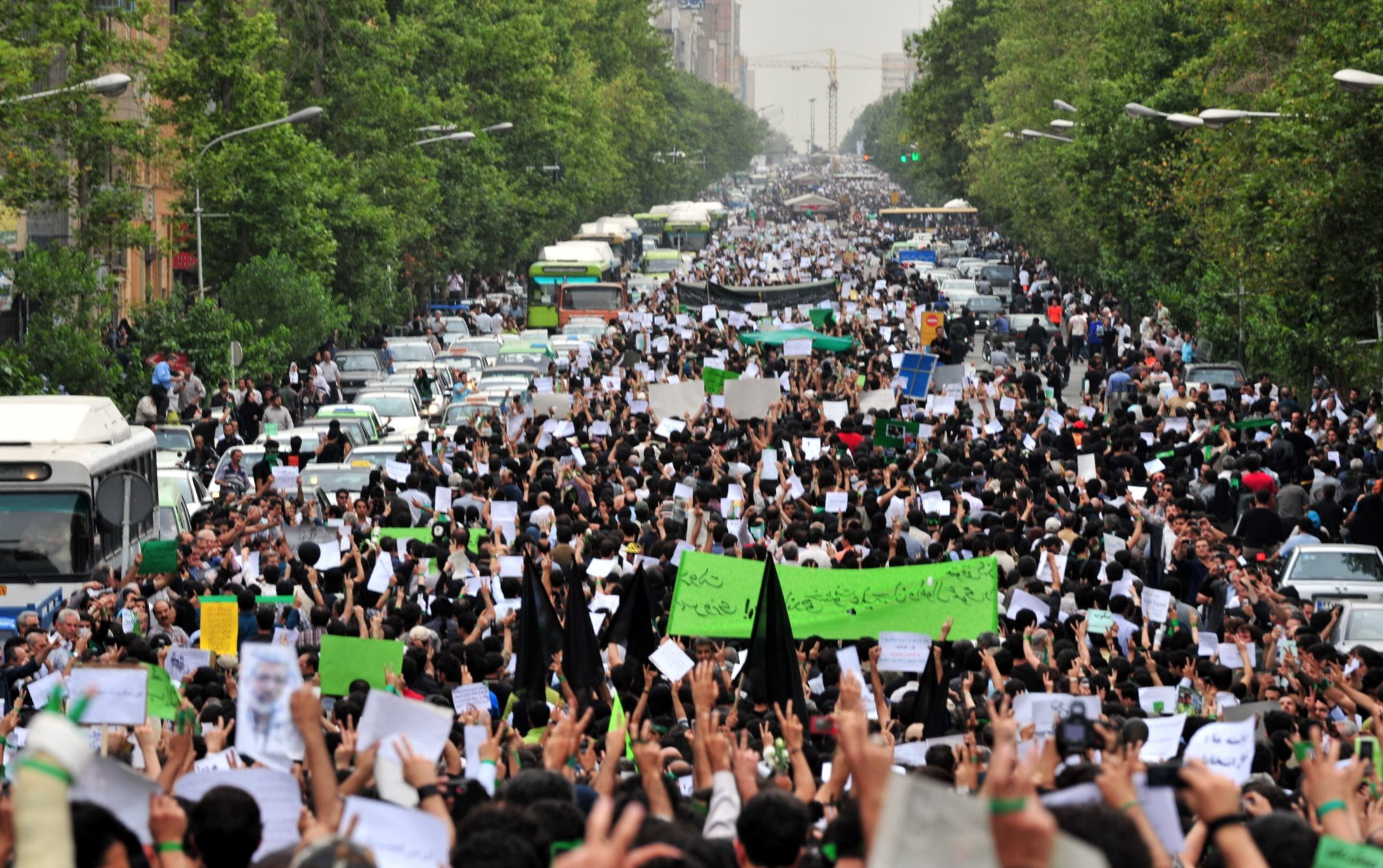
Tichá demonstrace během zelené revoluce.

Zahraničněpoliticky se nový režim dostal téměř ihned do konfliktu s USA (viz Americká rukojmí v Íránu), dosavadním nejužším spojencem, a se sousedním Irákem ovládaným světskou stranou Baas Saddáma Husajna. V roce 1980 překročila irácká armáda hranice Íránu a začala íránsko-irácká válka, jež trvala osm let a stála zhruba milion lidských životů. Vnější ohrožení Chomejnímu a jeho okolí umožnilo ještě více omezit svobodu ve vnitropolitickém smyslu – popravy byly na denním pořádku. Sestřelení íránského civilního letadla Iran Air 655 křižníkem USS Vincennes v roce 1988 dále vyostřilo vztahy se Spojenými státy.
Uzavření míru v roce 1988 a Chomejního smrt o rok později nevedly k zásadní změně kursu islamistického vedení Íránu, dílčí korektury ve vnitřní politice však přece jen proběhly. V osobě Alího Chameneího, nového vůdce země, se dostala do popředí osobnost, jež neměla zdaleka takovou autoritu jako Chomejní, což umožnilo vzrůst reálné moci formální hlavy státu – prezidenta. V politice se začali více angažovat lidé spíše pragmatičtí, zaměření na ekonomiku a poválečnou obnovu infrastruktury, a sami Íránci projevovali nyní mnohem hlasitěji nespokojenost s vývojem své země – jejich mínění musel brát režim vážně.
V roce 1997 byl zvolen prezidentem umírněný duchovní Muhammad Chátamí, pod jehož vedením započal pokus o liberalizaci režimních struktur. Byla zmírněna cenzura, v tisku se po dlouhé době objevovaly kritické hlasy na adresu vlády a reformní strany navíc triumfovaly v parlamentních volbách v roce 2000. Konzervativní kruhy kladly tomuto vývoji od počátku silný odpor, a protože moc prezidenta i parlamentu je v Íránu omezená, podařilo se reálně docílit jen málo změn. V roce 2004 nakonec vládnoucí konzervativci eliminovali volebními manipulacemi oponenty v parlamentu a o rok později získali vítaného spojence v novém konzervativním prezidentu Mahmúdu Ahmadínežádovi, známém svými výpady proti Izraeli. Současná situace v Íránu je komplikovaná – velká část společnosti si přeje změny, není však prozatím sil, které by je politicky mohly prosadit. V oblasti zahraničních vztahů vzrostlo poslední dobou napětí se Spojenými státy, především kvůli podezření, že Írán usiluje o získání jaderné zbraně.
15. června 2013 byl íránským prezidentem zvolen Hasan Rúhání, kdy porazil Mohammada Bagher Ghalibafa a další 4 kandidáty. Rúháního volební vítězství zlepšilo vztahy Íránu s ostatními zeměmi. Vztahy Íránu se Spojenými státy se prudce zhoršily poté, co USA v roce 2018 odstoupily od mezinárodní jaderné dohody s Íránem a zpřísnily protiíránské sankce.
Izraelsko-íránská válka začala 13. června 2025 izraelskými překvapivými útoky na klíčová jaderná a vojenská zařízení v Íránu a skončila po dvanácti dnech uzavřením příměří. Dne 22. června 2025 americký prezident Donald Trump nařídil útok na íránská jaderná zařízení.

## Státní symboly

### Vlajka
Íránská vlajka je tvořena listem o poměru stran 4:7 se třemi vodorovnými pruhy: zeleným, bílým a červeným. Ve středu vlajky, v bílém pruhu, je umístěn státní znak, avšak v červeném provedení. Při dolním okraji zeleného pruhu a při horním okraji červeného je stylizovaný, bílý nápis Allāhu Akbar (Takbír) v arabském kúfickém písmu, který se vždy 11× opakuje. Bílý pruh tak vypadá opticky širší.

### Znak
Íránský státní znak tvoří čtyři malé půlměsíce, obklopující svisle ležící čepel meče, nad kterou je umístěn znak arabského písma nazývaný šadda nebo tašdíd. Barva íránského znaku je zelená, symbol se však užívá v různých barvách (na státní vlajce je červený, na lodní vlajce žlutý).

### Hymna
Íránská hymna je píseň Sorude Melli. Hudbu složil Hassan Riyahi a text napsal Aiadan Maroni.

## Geografie

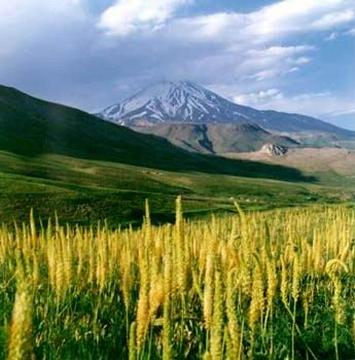
Hora Damávand – nejvyšší bod v Íránu

Topografická mapa Íránu

Írán je šestnáctou největší zemí světa po Súdánu a před Libyí. Sdílí hranice s Ázerbájdžánem (767 km) a Arménií (38 km) na severozápadě, s Turkmenistánem (1206 km) na severovýchodě, s Pákistánem (978 km) a Afghánistánem (945 km) na východě a s Tureckem (486 km) a Irákem (1609 km) na západě. Jeho hranice dále vymezuje Kaspické moře na severu a Perský a Ománský záliv na jihu.
Nejsevernější bod Íránu leží na 39°47' severní šířky a nachází se tak zhruba na stejné úrovni jako Palma de Mallorca ve Španělsku. Nejjižnější bod je na 25° severní šířky, což odpovídá poloze města Dauhá v Kataru.
Íránské krajině dominují rozlehlá pohoří, mezi nimiž je spousta různých proláklin a náhorních plošin. Nejhornatější je zalidněná západní část s pohořími jako Kavkaz, Zagros a Elborz (nejvyšší hora Íránu: Damávand s 5671 m). Východní část země tvoří hlavně neobydlené pouště jako Dašt-e Kavír, občas zpestřené slaným jezerem. Jediné rozlehlejší roviny se rozkládají na pobřeží Kaspického moře a na severním konci Perského zálivu. Vodních toků je především ve vnitrozemí málo, většina z nich ústí do bezodtokových jezer a některé z nich v létě úplně vysychají.

### Podnebí

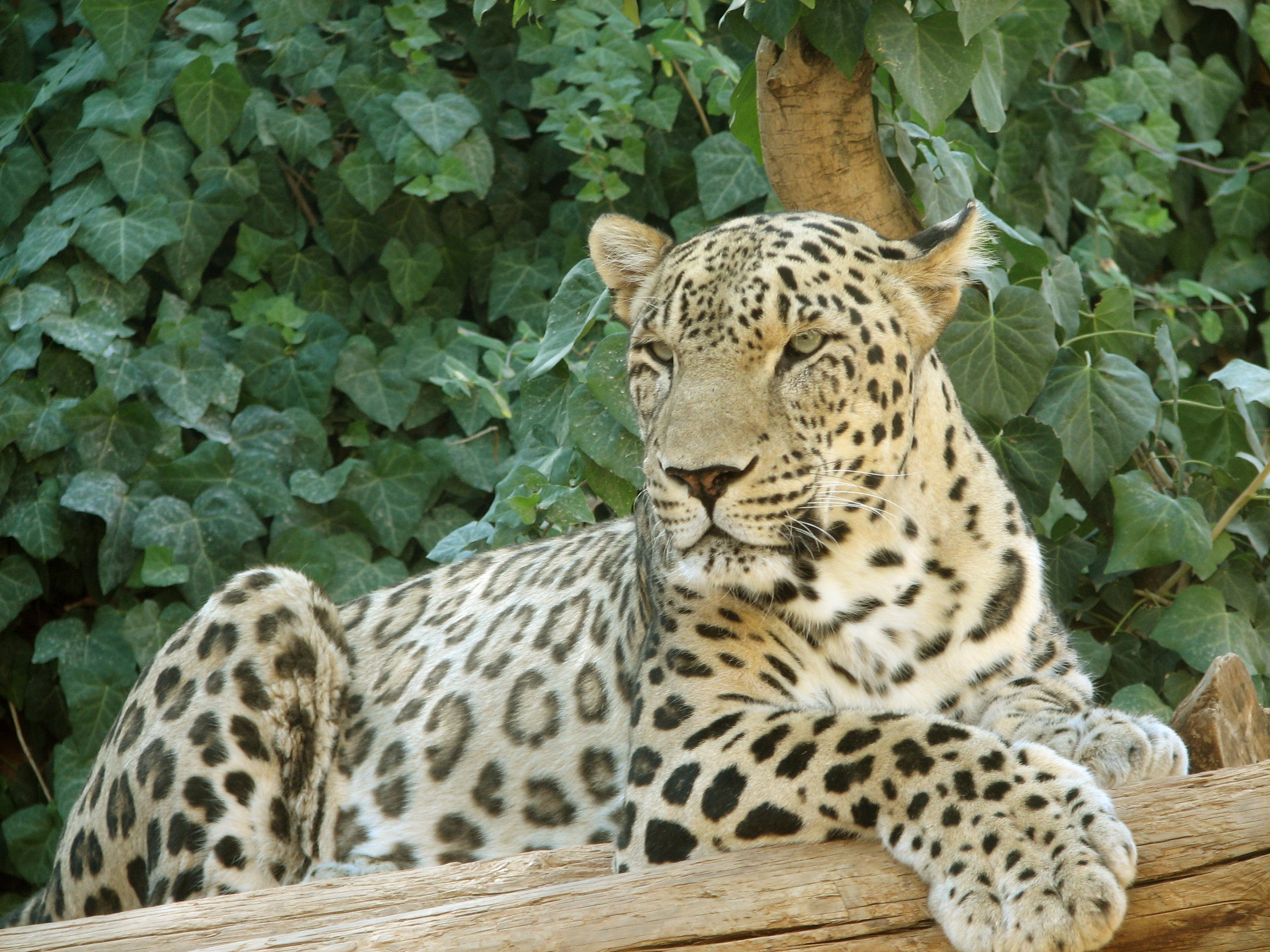
Levhart perský

Pro Írán je typické subtropické podnebí s výraznou kontinentalitou, na jihu pak horké a suché podnebí tropického charakteru. Průměrná teplota činí v lednu 2–19 °C, v červenci 25–32 °C. Srážky od západu k východu ubývají, nejvíce jich spadne v oblastech u Kaspického moře (ročně až 2000 mm). Nejsušší jsou kraje u slaných jezer ve vnitrozemí, zatímco v pouštích při jižním pobřeží dochází v noci ojediněle k tvorbě mlhy. Na horách v severních oblastech země a náhorních plošinách na severozápadě v zimě sněží.

### Fauna a flora
Zhruba 53 % území Íránu zabírají pouštní oblasti, 27 % pastviny, 9 % zemědělská půda (75 620 km² je zavlažováno) a 11 % lesy. Mezi stromy převažuje dub, jalovec, habr, jasan a javor, na jihu myrta, mandloň a ořešák. Z živočichů je běžná antilopa středoasijská, gazela perská, jelen maral, rys ostrovid, vlk, šakal, muflon, koza bezoárová, sysel, frček, dikobraz, netopýr a varan. K tomu přistupuje řada druhů ptáků, hmyzu a hadů. Ochraně podléhá levhart perský, jenž se v Íránu nachází v počtech větších než v jakémkoliv jiném státě. Za posledních sto let byli zcela vyhubeni někteří typičtí zástupci savců – mj. i perské národní zvíře lev. Teprve poslední dobou se podnikají opatření v oblasti ochrany životního prostředí.
V Íránu je 16 národních parků o celkové rozloze 1 649 771 ha, přičemž první národní park vznikl již v roce 1957. Přírodních rezervací je v celé zemi celkem 33.

## Politický systém

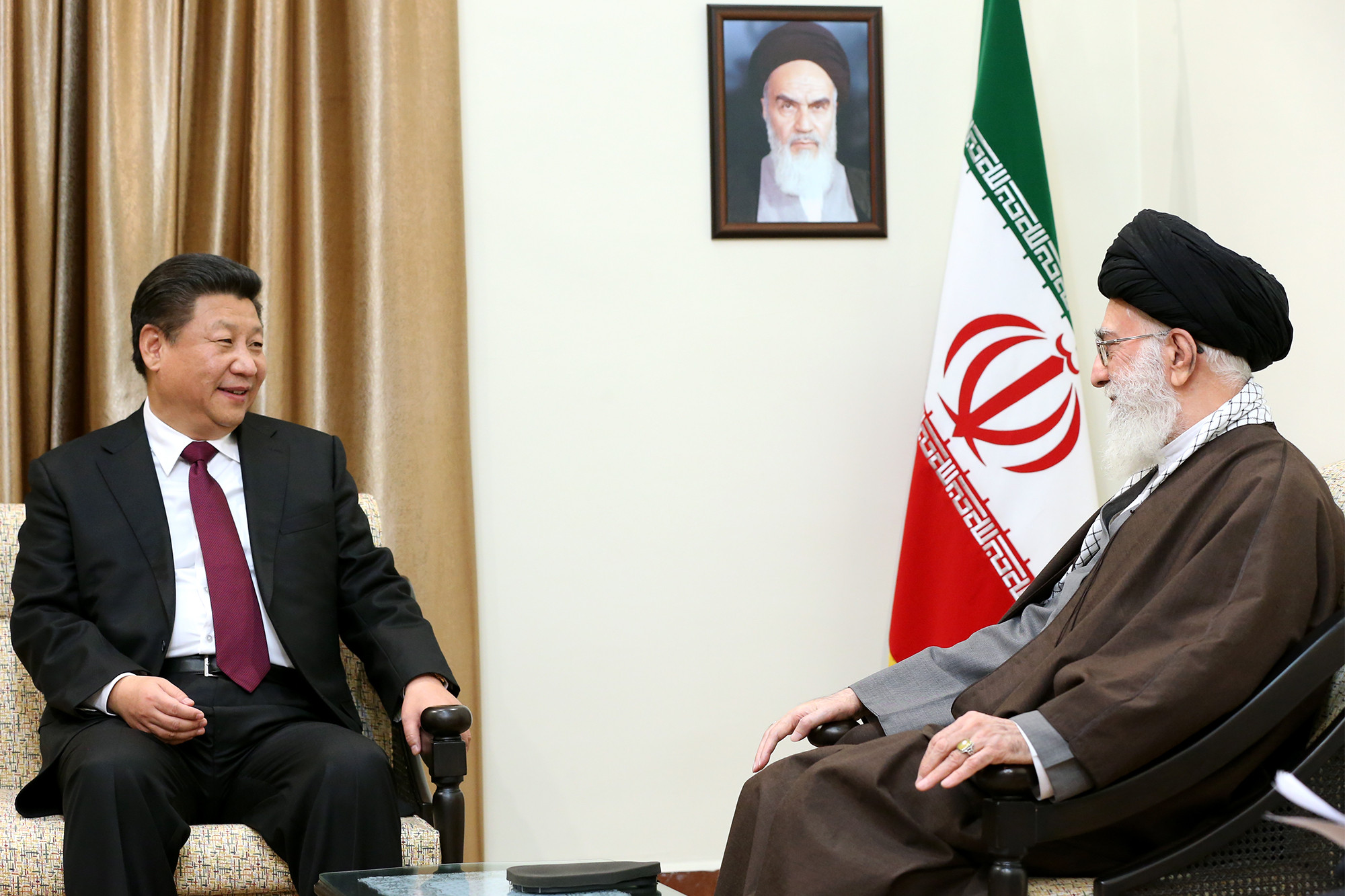
Sajjid Alí Chameneí, duchovní vůdce Íránu, při setkání s čínským prezidentem Si Ťin-pchingem 23. ledna 2016. – Írán a Čína jsou strategičtí spojenci.

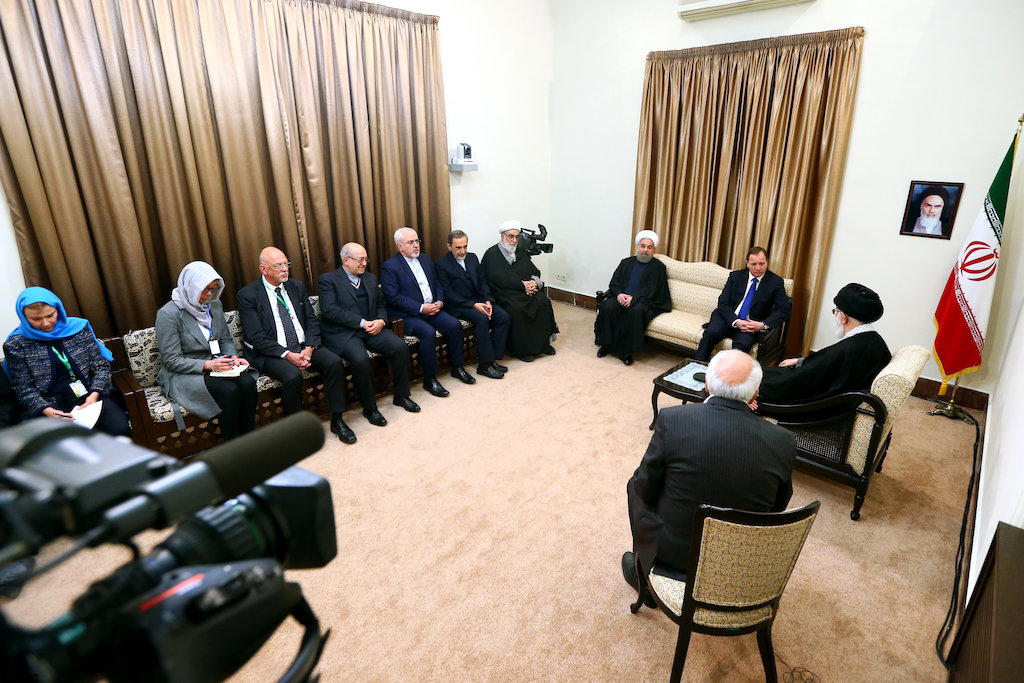
Švédský premiér Stefan Löfven, Alí Chameneí a Hasan Rúhání v lednu 2017. Členky švédské delegace mají muslimské šátky

Státním zřízením Íránu je islámská republika, a to na základě ústavy, pro niž hlasovalo v roce 1979 přes 98 % voličů. Moc nad zemí je rozdělena na zákonodárnou, výkonnou a soudní. Nejvyšší autoritou země je duchovní vůdce revoluce (persky رهبرانقلاب اسلامی‎), který fakticky ovládá klíčové oblasti politického systému země – je nejvyšším velitelem jak íránské armády, tak samostatně fungující speciální organizace Islámských revolučních gard. Kromě bezpečnostních složek kontroluje také státní televizi, rozhlas a justici. Určuje 6 členů dvanáctičlenného orgánu Rada dohlížitelů (persky شورای نگهبان‎), jmenuje členy Rady pro určování zájmů režimu (persky مجمع تشخیص مصلحت نظام‎). Současným nejvyšším duchovním vůdcem je Sajid Alí Chamene´í. Prezident republiky, jako druhá nejvyšší autorita země, je představitelem výkonné moci. Volen je přímou volbou občanů na 4 roky a může být zvolen na maximálně jedno další funkční období v řadě. Prezident sestavuje svou vládu, jednotlivé členy vlády (ministry) schvaluje parlament. Vláda je pověřena řízením státní správy a vykonává zahraniční politiku v souladu s principy islámské republiky. Prezident rovněž předsedá Nejvyšší radě národní bezpečnosti (persky شورای عالی امنیت ملی‎). Současným prezidentem Íránu je Masúd Pezeškján. Legislativní moc reprezentuje 290členný parlament (persky مجلس شورای اسلامی‎), jehož členové jsou voleni ve všeobecných volbách na 4 roky. Zákony schválené parlamentem vstupují v platnost až po schválení Radou dohlížitelů. V případě sporu mezi těmito dvěma institucemi rozhoduje Rada pro určování zájmů režimu. Další významnou institucí v rámci politického systému Íránu je tzv. Shromáždění znalců (persky مجلس خبرگان), 88členný sbor náboženských učenců (modžtahedů), kteří rozhodují o volbě nebo odvolání duchovního vůdce.
Od revoluce v roce 1979 je Írán islámskou republikou v čele s titulární hlavou státu – prezidentem (úřad zastává od července 2024 Masúd Pezeškján). Skutečnou moc v zemi má však v rukou rahbar, tedy duchovní vůdce, jehož volí tzv. Rada expertů na doživotí (od roku 1989 je jím Sajjid Alí Chameneí). Duchovní vůdce má právo jmenovat nejvyšší soudce, je vrchním velitelem ozbrojených sil a jmenuje Radu dohlížitelů, instituci, již lze označit za jakýsi ústavní soud s rozšířenými pravomocemi. Prezident, volený obyvatelstvem na čtyři roky, stojí v čele vlády, avšak duchovní vůdce má právo jej z úřadu odvolat. Zákonodárnou moc má jednokomorové Islámské poradní shromáždění (Madžlis-e šúrá-je islámí), jehož 290 členů je voleno obyvatelstvem (kromě let 2000–2004 v něm vždy dominovaly konzervativní síly). Shromáždění je nezávislé na výkonné moci a nelze ho zásahem prezidenta rozpustit. Volební právo mají občané již od 15 let věku, kromě poslanců a prezidenta se volí ještě 86 členů Rady expertů. V soudním systému se uplatňuje právo šaría, i když spousta ohledů evropského práva zůstala.
| Politická příslušnost        | Počet křesel      | Procenta |
| ---------------------------- | ----------------- | -------- |
| Radikální konzervativci      | 117               | 40,3     |
| Kritičtí konzervativci       | 53                | 18,3     |
| Reformisté                   | 46                | 15,8     |
| Nezávislí                    | 71                | 24,5     |
| Arménská menšina             | 2* (k Nezávislým) |          |
| Chaldejská a asyrská menšina | 1                 |          |
| Židovská menšina             | 1                 |          |
| Zarathuštrovci               | 1                 |          |
| Celkem                       | 290               | 100      |

### Zahraniční vztahy

Státy, se kterými má Írán diplomatické vztahy

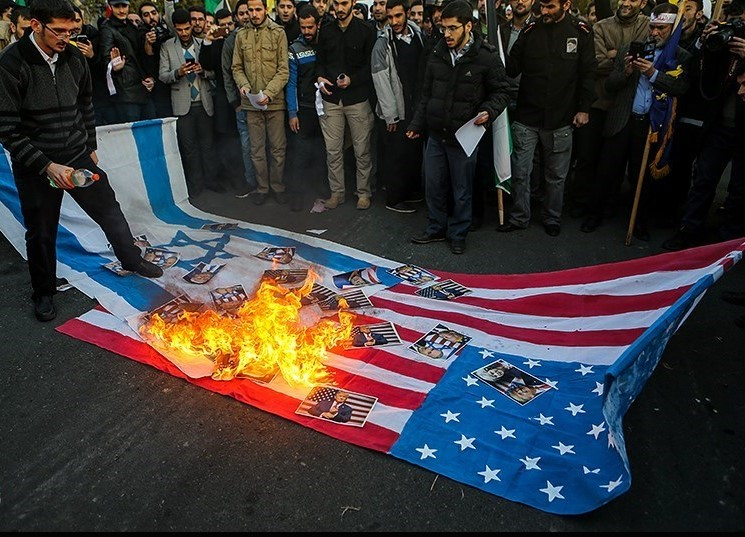
Demonstranti v Teheránu pálí vlajky USA a Izraele v reakci na americké uznání Jeruzaléma hlavním městem Izraele v prosinci 2017

Od doby revoluce v roce 1979 byly zahraniční vztahy Íránu často vykreslovány jako založené na dvou strategických principech: eliminaci vnějších vlivů v regionu a navazování rozsáhlých diplomatických kontaktů s rozvojovými a nezúčastněnými zeměmi.
Od roku 2005 se íránský jaderný program stal předmětem sporů s mezinárodním společenstvím, zejména se Spojenými státy. Mnoho zemí vyjádřilo obavy, že íránský jaderný program by mohl převést civilní jadernou technologii do zbrojního programu. To vedlo Radu bezpečnosti OSN k uvalení sankcí proti Íránu, které dále izolovaly Írán politicky a ekonomicky od zbytku globálního společenství. V roce 2009 americký ředitel National Intelligence řekl, že Írán, pokud se tak rozhodne, nebude schopen vyvinout jadernou zbraň až do roku 2013.
Od roku 2009 udržuje íránská vláda diplomatické vztahy s 99 členy Organizace spojených národů, nikoli však se Spojenými státy ani s Izraelem – státem, který íránská vláda od revoluce v roce 1979 zbavila uznání. Mezi muslimskými národy má Írán nepřátelský vztah se Saúdskou Arábií kvůli odlišným politickým a islámským ideologiím. Co se týče izraelsko-palestinského konfliktu, íránská vláda uznala Jeruzalém za hlavní město Státu Palestina poté, co Donald Trump uznal Jeruzalém za hlavní město Izraele.
Od počátku 21. století vyvolává kontroverzní íránský jaderný program obavy, což je součástí základu mezinárodních sankcí proti zemi. Dne 14. července 2015 se Írán a P5+1 dohodly na Společném komplexním akčním plánu (JCPOA), jehož cílem je ukončit hospodářské sankce výměnou za omezení Íránu ve výrobě obohaceného uranu poté, co předvedou mírový jaderný výzkumný projekt, který by odpovídal mezinárodním standardům Mezinárodní agentury pro atomovou energii.

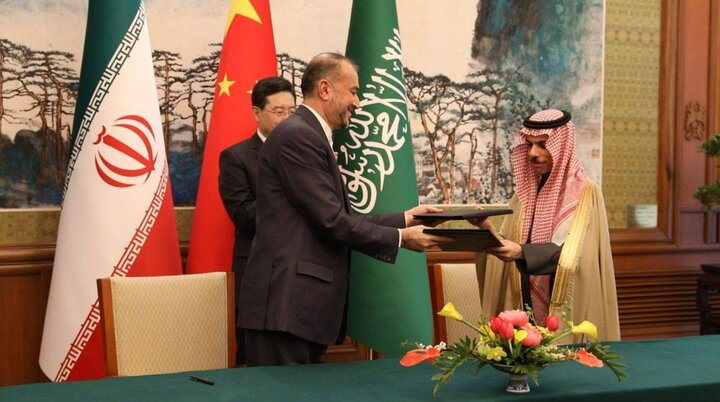
V roce 2023 byly v Pekingu obnoveny diplomatické vztahy mezi Íránem a Saúdskou Arábií.

Írán je členem desítek mezinárodních organizací, včetně G-15, G-24, G-77, IAEA, IBRD, IDA, IDB, IFC, ILO, MMF, IMO, Interpol, OIC, OPEC, WHO a OSN a v současnosti má status pozorovatele ve Světové obchodní organizaci.
Jako oficiální cíl íránská vláda uvádí vytvoření Nového světového řádu na základě světového míru, globálního vojenského paktu a spravedlnosti.
V roce 2015 odsoudili íránští představitelé saúdskou vojenskou intervenci v Jemenu jako „agresi“ a porušení mezinárodního práva a požadovali okamžité zastavení vojenských operací.

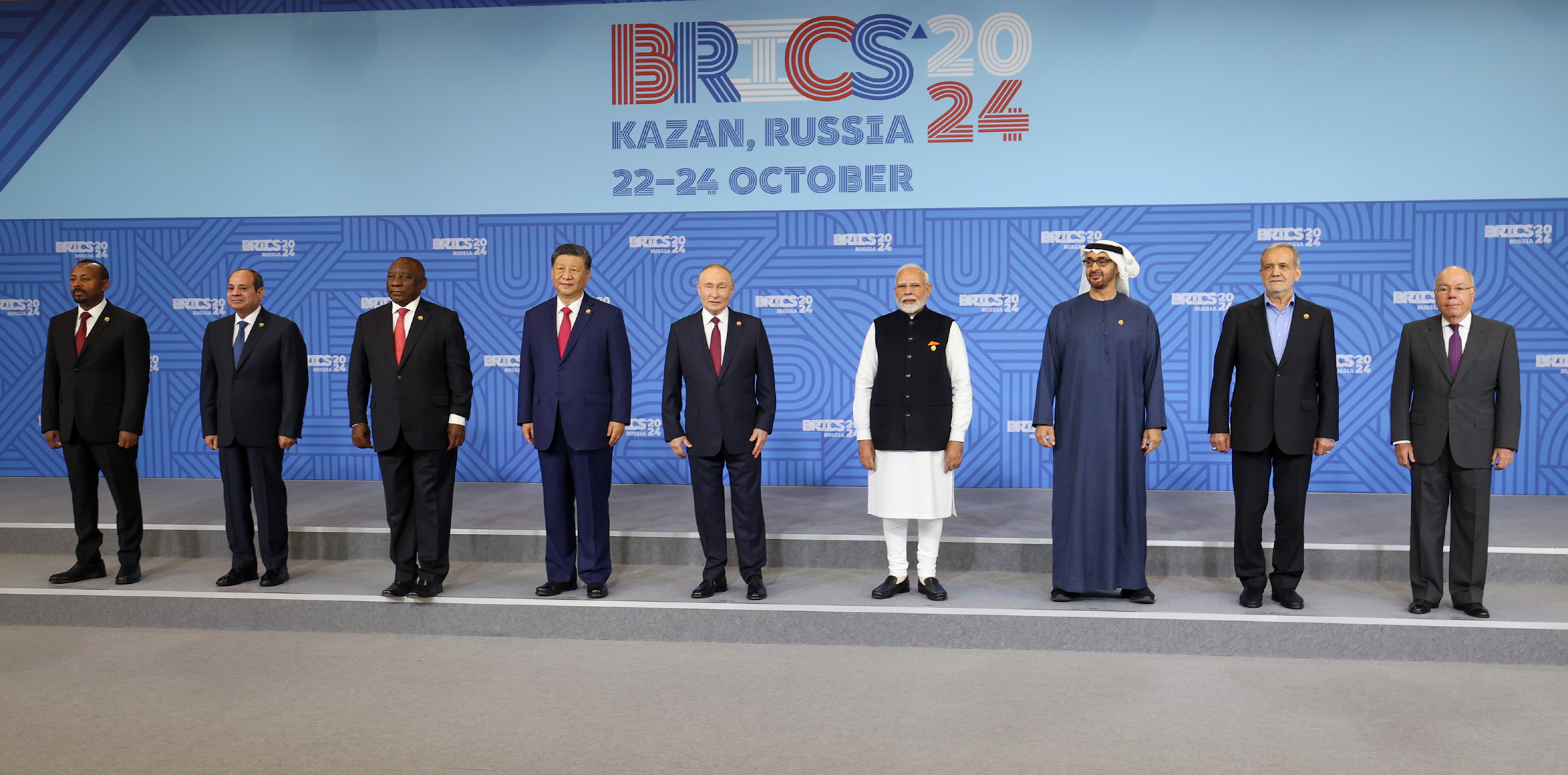
Íránský prezident Masúd Pezeškján a další představitelé členských států uskupení BRICS na summitu v ruské Kazani v říjnu 2024

Po útoku davu íránských demonstrantů na areál saúdského velvyslanectví v Teheránu, kteří tak reagovali na popravu šíitského duchovního Šajcha Nimra v Saúdské Arábii, který byl kritikem saúdského režimu a požadoval pro menšinové šíitské věřící stejná práva jako pro většinové sunnity, přerušila Saúdská Arábie diplomatické styky s Íránem.
Se Spojenými státy má Írán špatné vztahy od revoluce v roce 1979. Ke zhoršení vztahů přispěla i americká podpora iráckého prezidenta Saddáma Husajna během irácko-íránské války v 80. letech a sestřelení íránského civilního letadla Iran Air 655. Po americkém leteckém útoku v iráckém Mosulu 17. března 2017, při kterém zahynulo přes 200 civilistů, Írán obvinil Spojené státy ze spáchání válečného zločinu a požadoval, aby se útokem zabýval Mezinárodní soudní dvůr v Haagu.

### Právo
Nejvyšší vůdce jmenuje hlavu justice země, který obratem jmenuje hlavu Nejvyššího soudu a prokurátora neboli nejvyššího žalobce. Existuje několik typů soudů, mezi nimi veřejné soudy, zabývající se občanskoprávními a kriminálními případy, a také tzv. Islámský revoluční soud, zabývající se určitou kategorií trestných činů, hlavně vlastizradou a zločiny proti státní bezpečnosti. Rozsudky Revolučního soudu jsou neměnné a nedá se proti nim odvolat.
Zvláštní duchovní soud se zabývá přestupky a trestnými činy způsobenými představiteli duchovenstva. Funguje nezávisle na jakýchkoli ostatních soudech, jediný, komu se zodpovídá, je Nejvyšší soud. Rozsudky jsou neměnné a nelze se proti nim odvolat. Shromáždění expertů, které se sejde na jeden týden každý rok, se skládá z 86 „čestných a učených“ duchovních volených na základě pasivního volebního práva.

### Správní členění
Írán se dělí na 31 provincií (ostán), z nichž každou spravuje guvernér (استاندار, ostándár). Provincie se dále dělí na okresy (šahrestán), okrsky (bachš) a podokrsky (dehestán).
Mapa nezobrazuje nejjižnější ostrovy provincie Hormozgán (číslo 20).
| 1.  | Teherán (تهران Tehrān)                                    |
| 2.  | Qom (قم Qom)                                              |
| 3.  | Markazí (مرکزی Markazī)                                   |
| 4.  | Kazvín (قزوین Qazvīn)                                     |
| 5.  | Gílán (گیلان Gīlān)                                       |
| 6.  | Ardabíl (اردبیل Ardabīl)                                  |
| 7.  | Zandžán (زنجان Zanjān)                                    |
| 8.  | Východní Ázerbájdžán (آذربایجان شرقی Āzarbāījān-e Sharqī) |
| 9.  | Západní Ázerbájdžán (آذربایجان غربی Āzarbāījān-e Gharbī)  |
| 10. | Kurdistán (کردستان Kordestān)                             |

| 11. | Hamadán (همدان Hamadān)                                                 |
| 12. | Kermánšáh (کرمانشاه Kermānshāh)                                         |
| 13. | Ílám (ایلام Īlām)                                                       |
| 14. | Lorestán (لرستان Lorestān)                                              |
| 15. | Chúzistán (خوزستان Khūzestān)                                           |
| 16. | Čahármahál a Bachtijárí (چهارمحال و بختیاری Chahārmahāl va Bakhtiyārī)  |
| 17. | Kohgíluje a Bójer-Ahmad (کهگیلویه و بویراحمد Kohgīluyeh va Bōyer-Ahmad) |
| 18. | Búšehr (provincie) (بوشهر Būshehr)                                      |
| 19. | Fárs (فارس Fārs)                                                        |
| 20. | Hormozgán (هرمزگان Hormozgān)                                           |

| 21. | Sístán a Balúčistán (سیستان و بلوچستان Sīstān va Balūchestān) |
| 22. | Kermán (کرمان Kermān)                                         |
| 23. | Jazd (یزد Yazd)                                               |
| 24. | Isfahán (اصفهان Esfahān)                                      |
| 25. | Semnán (سمنان Semnān)                                         |
| 26. | Mázandarán (مازندران Māzandarān)                              |
| 27. | Golestán (گلستان Golestān)                                    |
| 28. | Severní Chorásán (خراسان شمالی Khorāsān Shamālī)              |
| 29. | Chorásán Razaví (خراسان رضوی Khorāsān Razavī)                 |
| 30. | Jižní Chorásán (خراسان جنوبی Khorāsān Janūbī)                 |
| 31. | Alborz (استان البرز Alborz)                                   |

### Ozbrojené síly

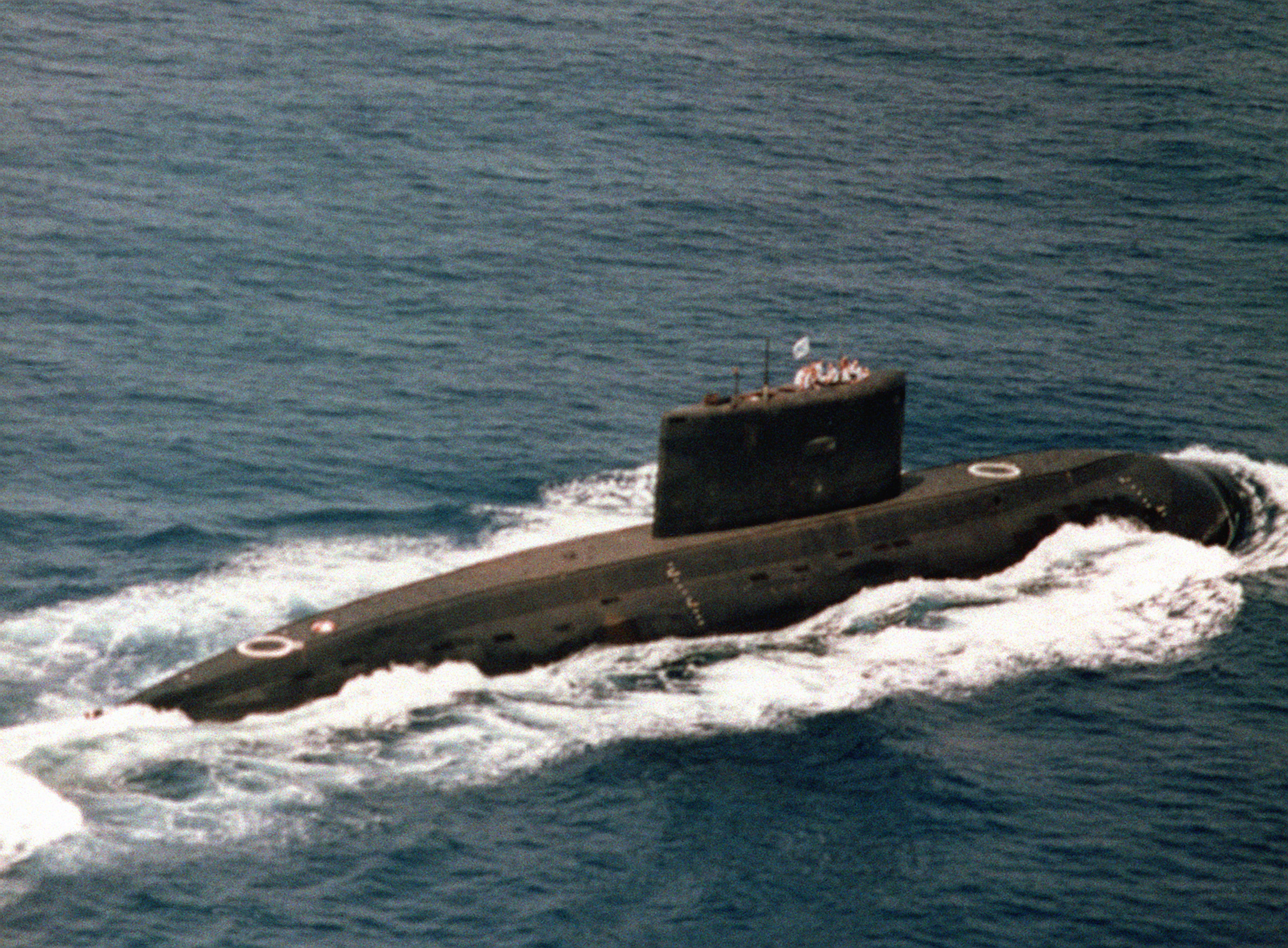
Jedna z ponorek třídy Kilo, nakoupených v Rusku

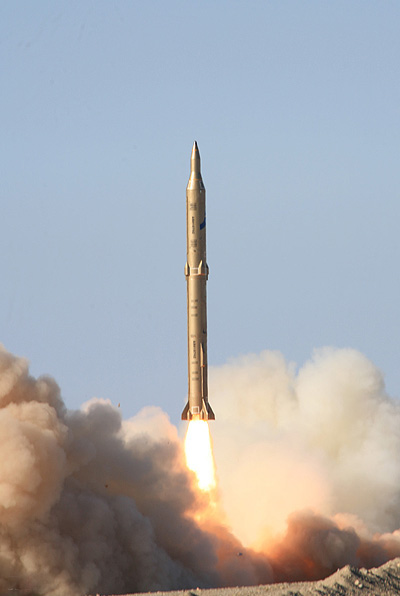
Sadžíl, rodina íránský balistických raket středního dosahu na tuhé palivo.

Írán má 17. nejsilnější armádu na světě. Ozbrojené síly Islámské republiky Írán mají několik složek: pravidelné síly armády, které zahrnují pozemní síly, síly protivzdušné obrany, letectvo a námořnictvo, a sbor Islámských revolučních gard (IRGC), celkem asi 545 000 aktivních vojáků. Írán má také asi 350 000 záložních sil, což je celkem asi 900 000 vycvičených vojáků. Zatímco pravidelná armáda chrání suverenitu země v tradiční funkci, mandátem IRGC je zajišťovat integritu Islámské republiky a jejího systému.
Íránská vláda má v rámci IRGC polovojenské, dobrovolnické milice, zvané Basídž, které zahrnují asi 90 000 uniformovaných členů na plný úvazek v aktivní službě. Členů Basídž je až 11 milionů. V roce 2021 se vojenské výdaje Íránu poprvé za čtyři roky zvýšily na 24,6 miliardy dolarů, tedy 2,30 % HDP země. Financování islámských revolučních gard představovalo 34 % celkových vojenských výdajů Íránu v roce 2021. Írán patří mezi 15 nejlepších zemí světa z hlediska vojenského rozpočtu.
Írán si drží významný vliv a oporu v zemích jako Irák, Sýrie, Jemen a Libanon. Íránská vláda podporuje vojenské aktivity svých spojenců v Sýrii, Iráku a Libanonu (Hizballáh) vojenskou a finanční pomocí. Írán a Sýrie jsou blízcí strategičtí spojenci a Írán poskytl významnou podporu syrské vládě za syrské občanské války. Podle některých odhadů Írán kontroloval v Sýrii přes 80 000 pro-Asadovských šíitských bojovníků.
Íránská vláda vyvinula svůj vlastní vojenský průmysl, aby překonala zahraniční embarga od revoluce v roce 1979. Vyrábí vlastní tanky, obrněné transportéry, rakety, ponorky, vojenská plavidla, raketové torpédoborce, radarové systémy, vrtulníky, námořní a stíhací letadla. V posledních letech oficiální oznámení zdůraznila vývoj zbraní, jako jsou Hút, Kosar, Zelzal, Fateh-110, Šaháb-3, Sadžíl, Chorramšahr, Kheibar Shekan, Emad, Qadr 110, Hormuz-1, Dezful, Qiam 1, Ashoura, Fajr-3, Haj Qasem, Persian gulf, Raad-500, Zolfaghar a řada bezpilotních letounů (UAV). Írán má největší a nejrozmanitější arzenál balistických raket na Blízkém východě. Írán je považován za globálního lídra a supervelmoc ve výrobě dronů. Írán je po Rusku, Číně, Spojených státech a Severní Koreji pátou zemí na světě s technologií hypersonických raket.
V červnu 1925 Rezá Šáh Pahlaví zavedl zákon o branné povinnosti v Národním poradním shromáždění. V té době musel každý muž, který dosáhl 21 let, sloužit v armádě dva roky. Branná povinnost osvobodila ženy od vojenské služby po revoluci v roce 1979. Od října 2023 byla povinná vojenská služba pro všechny brance v zemi zkrácena o tři měsíce.
Vrchním velitelem je od dob islámské revoluce duchovní vůdce a v součinnosti s ním působí Nejvyšší rada národní bezpečnosti, která je vrcholným grémiem zabývajícím se bezpečnostní problematikou; ministerstvu obrany přísluší hlavně správní záležitosti.
Íránská armáda se stále ještě nachází ve fázi budování, jejímž smyslem je vyrovnat ztráty z dob íránsko-irácké války v osmdesátých letech. Podle odhadů amerických expertů zničil Irák během osmi let válčení 20 až 40 % íránských vojenských kapacit, technických i lidských. V oblasti početního stavu úderných jednotek je proces obnovy již dávno ukončen a totéž se patrně týká pozemních obranných systémů, kde jde spíše o otázku jejich modernizace než o jejich množství. Naopak v případě íránského vojenského letectva, jehož ztráty za války byly značné, a ještě více námořnictva je situace opačná – na tomto poli je Írán vzhledem ke svému regionálnímu významu dosud vyzbrojen nedostatečně. Jednou z příčin je embargo řady západních států na vývoz špičkové vojenské techniky do země. Embargo vládu nutí nakupovat zbraně jinde, především v Rusku, Číně a Severní Koreji.

### Lidská práva

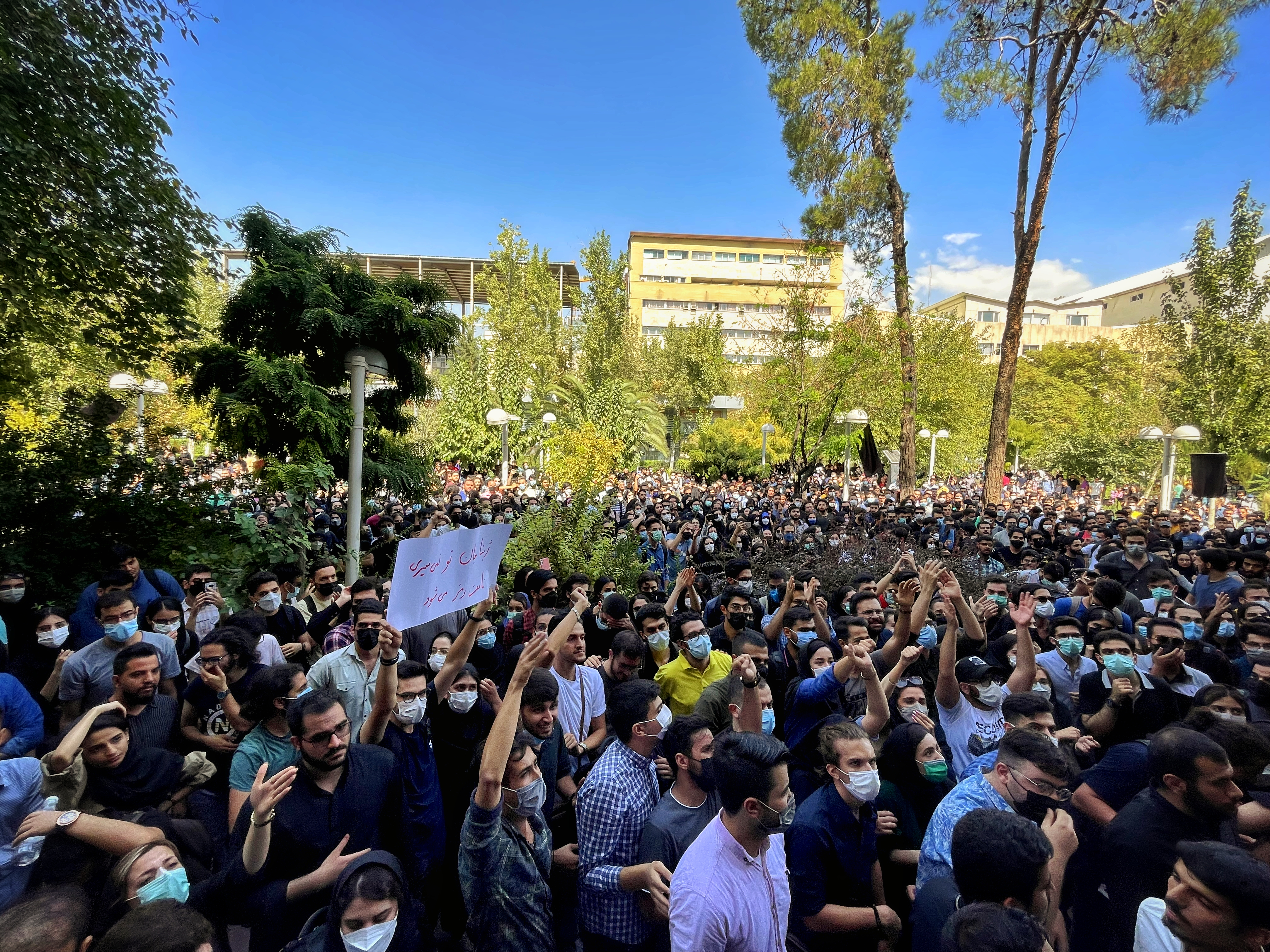
Protest studentů univerzity v Teheránu v reakci na smrt Mahsy Amíníové, 20. září 2022

Situace v oblasti lidských práv v Íránu je mimořádně špatná. Režim v Íránu je nedemokratický, často pronásleduje a zatýká kritiky vlády a Rahbara a přísně omezuje účast kandidátů v lidových volbách i jiných formách politické činnosti. Ženská práva v Íránu jsou popisována jako vážně nedostatečná a práva dětí jsou vážně porušována, přičemž v Íránu bylo popraveno více dětských delikventů než v kterékoli jiné zemi na světě. Sexuální aktivita mezi příslušníky stejného pohlaví je nezákonná a může být trestána smrtí.
Zvláštní zpravodaj OSN Javaid Rehman informoval, že několik etnických menšin v Íránu čelí diskriminaci. Skupina expertů OSN v srpnu 2022 naléhala na Írán, aby zastavil „systematické pronásledování“ náboženských menšin, a dodala, že členové víry Bahá’í jsou zatýkáni, bráněno jim zapisovat se na univerzity nebo jsou jim zbourány domy. Předseda USCIRF Nury Turkel v lednu 2023 poznamenal, že v zemi dochází k represím vůči sunnitským muslimům, gonabadským súfijským muslimům, křesťanům a vyznavačům jarsanismu.
Zpráva z roku 2024 zmiňuje i židovskou komunitu včetně popravy. Předmětem sporu byl údajně dluh muslimského souseda. Zprávu o rozsudku přinesla dříve i světová média.
Během poslední dekády[kdy?] propukla po celém Íránu řada protivládních protestů (jako například íránské protesty v letech 2019–2020), které požadovaly reformy nebo konec islámské republiky. Sbor Islámských revolučních gard (IRGC) a policie však často masové protesty násilně potlačovaly, což vedlo k zabití tisíců demonstrantů.

## Ekonomika

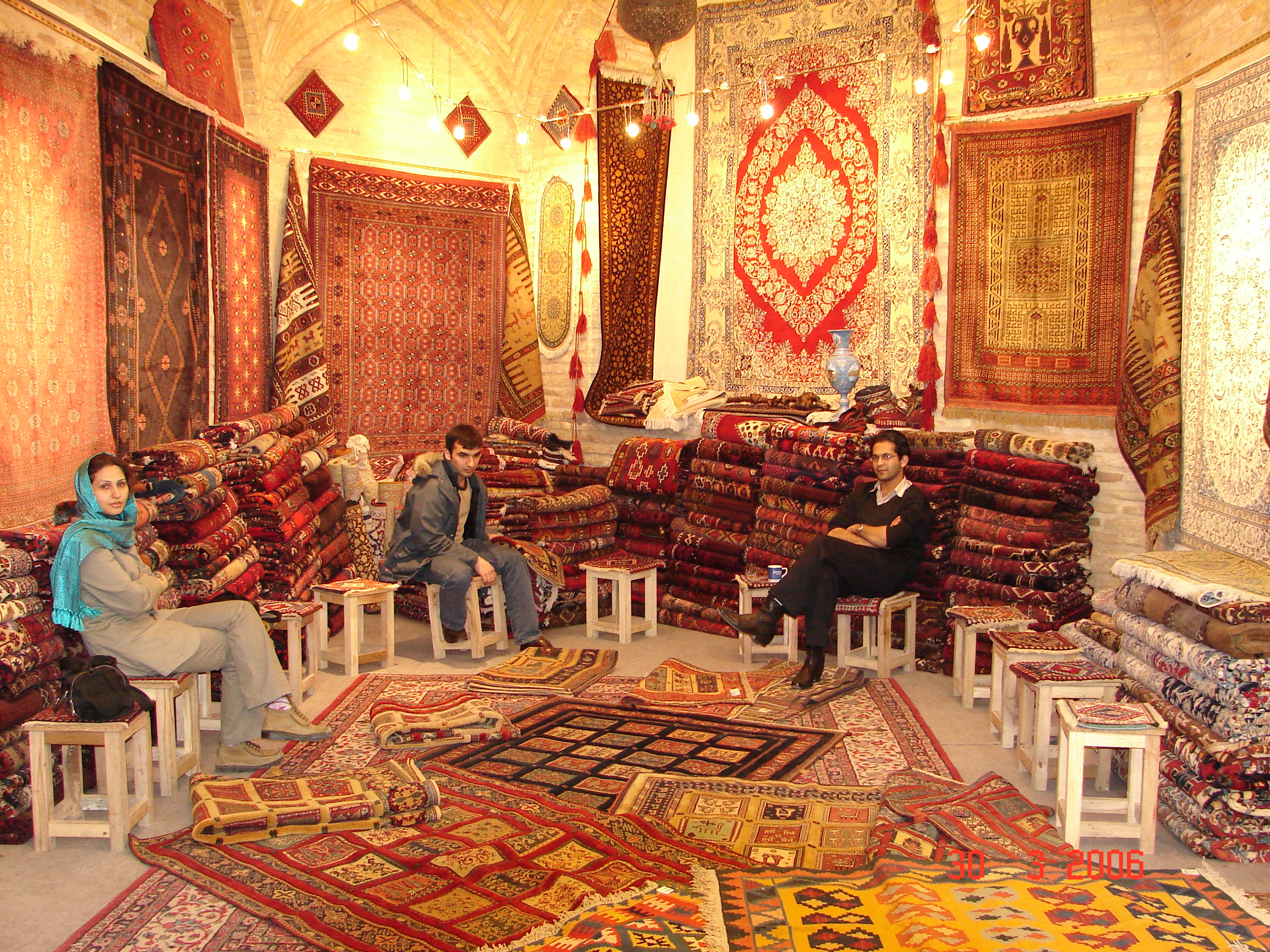
Odhaduje se, že je v Íránu 1,2 milionu tkalců, kteří vyrábí koberce pro domácí trhy i vývoz.

Íránské hospodářství podléhá z větší části státní kontrole, v soukromých rukou se nacházejí pouze menší podniky. Nejdůležitějším ekonomickým odvětvím je těžební průmysl, zpracovávající bohatá ložiska ropy a zemního plynu na západě země. Kromě toho mají význam ještě textilní průmysl, zemědělství a produkce cementu a stavebních hmot.
V Íránu je zhruba 23,68 milionu obyvatel v produktivním věku, ale úroveň vzdělání je dosud nízká. Dle oficiálních údajů dosahuje nezaměstnanost zhruba 15 % (stav z roku 2007). Sektor služeb včetně početného správního aparátu zahrnuje 45 % pracovních míst, v zemědělství 30 % a v průmyslu 25 %.
Hospodářský růst, inflace, nezaměstnanost a další sociálně ekonomické ukazatele kolísají s ohledem na mezinárodní situaci. Situace se opětovně zhoršuje od té doby, co Spojené státy jednostranně vypověděly multilaterální dohodu o íránském jádru (anglicky Joint Comprehensive Plan of Action) a obnovily sankce (květen 2018). Íránský průmysl se zabývá zejména těžbou ropy, zemního plynu (jedny z největších zásob na světě) a kovů (železná ruda, chrom, olovo, měď, zinek, aj.), textilním průmyslem (výroba a vývoz koberců) a chemickým průmyslem (vývoz chemikálií). Zemědělství je založeno na chovu dobytka a pěstování tradičních zemědělských plodin jako je pšenice, ječmen, rýže, brambory, cukrová třtina nebo čaj a také plodin, které jsou hojně exportovány do zahraničí – citrusové plody, ořechy (pistácie, vlašské a lískové ořechy) a sušené ovoce (rozinky, datle, fíky).

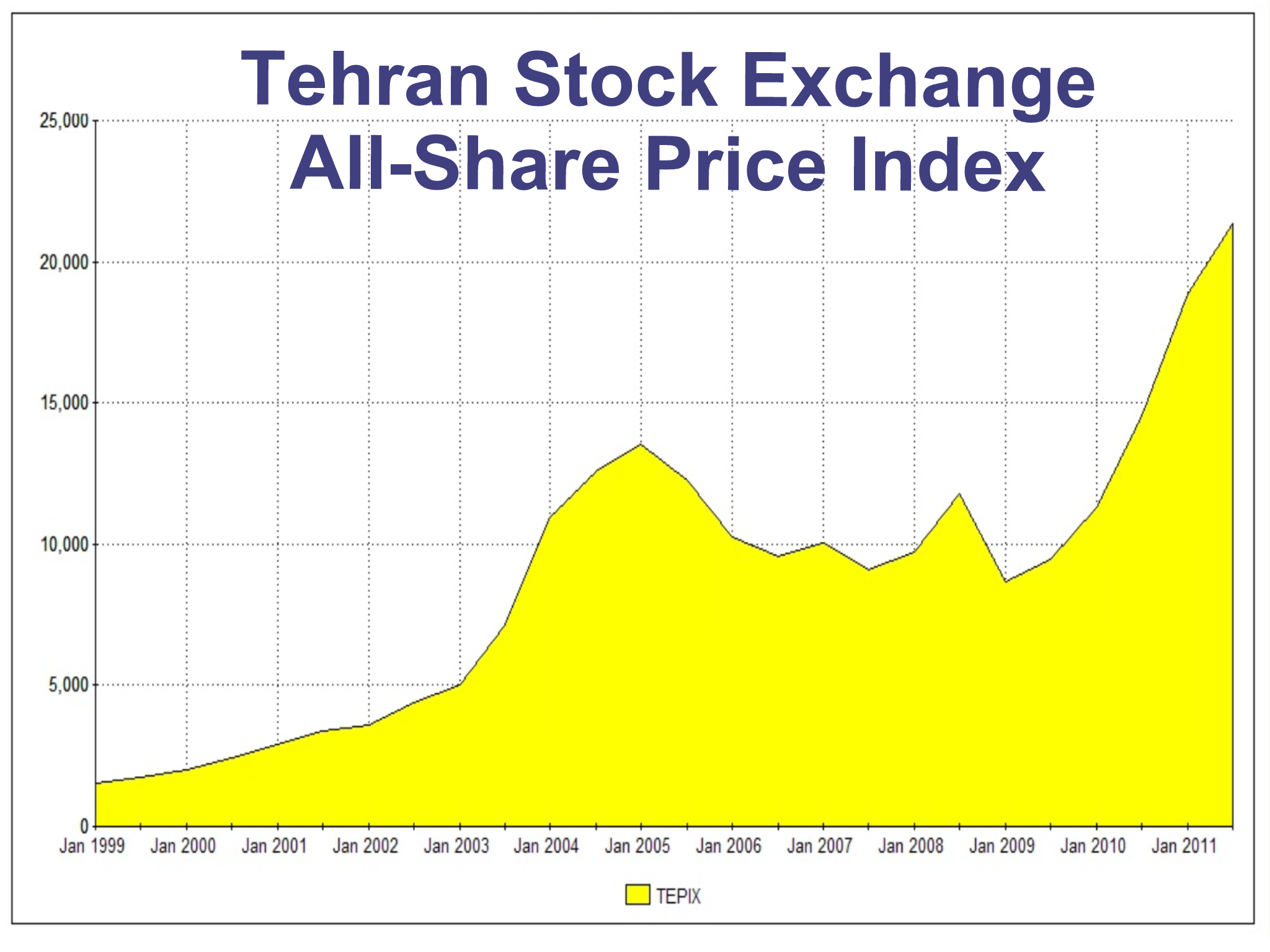
Teheránská burza měla jedny z nejlepších výsledků na světových burzách v roce 2010
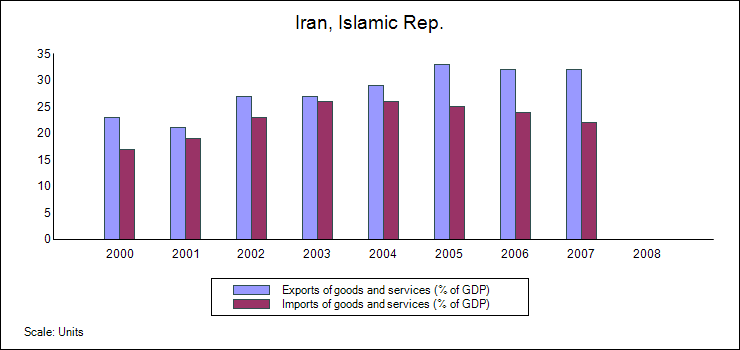
Obchodní bilance Íránu (2000–2007). Poprvé dosáhla hodnota vývozu íránských neropných produktů hodnoty dovozu v roce 2012.
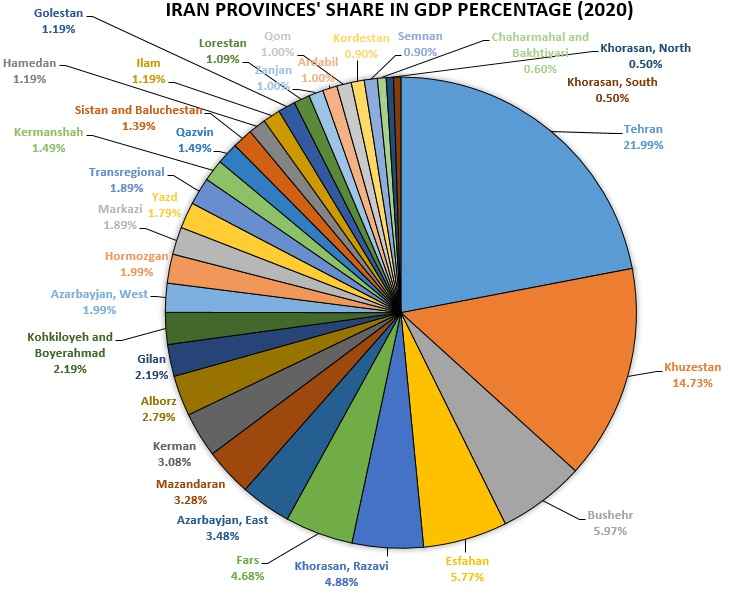
Podíl íránských provincií na HDP. Teherán vykazuje 45 % íránského průmyslu.
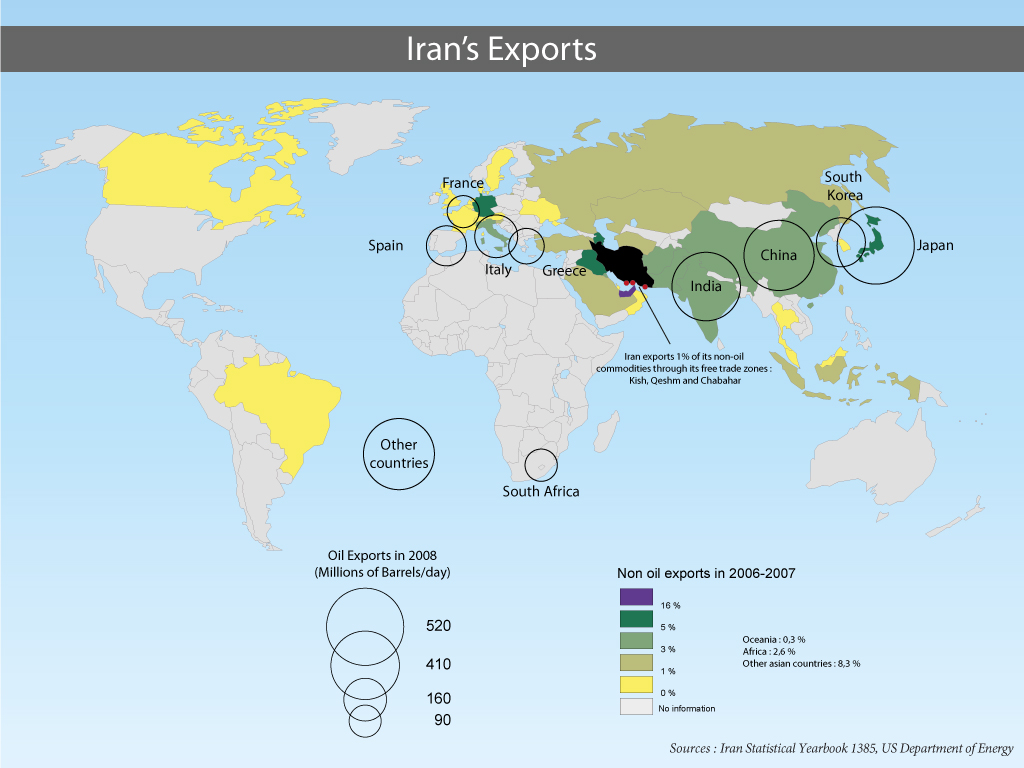
Mapa íránského vývozu

### Energetika a jaderný program

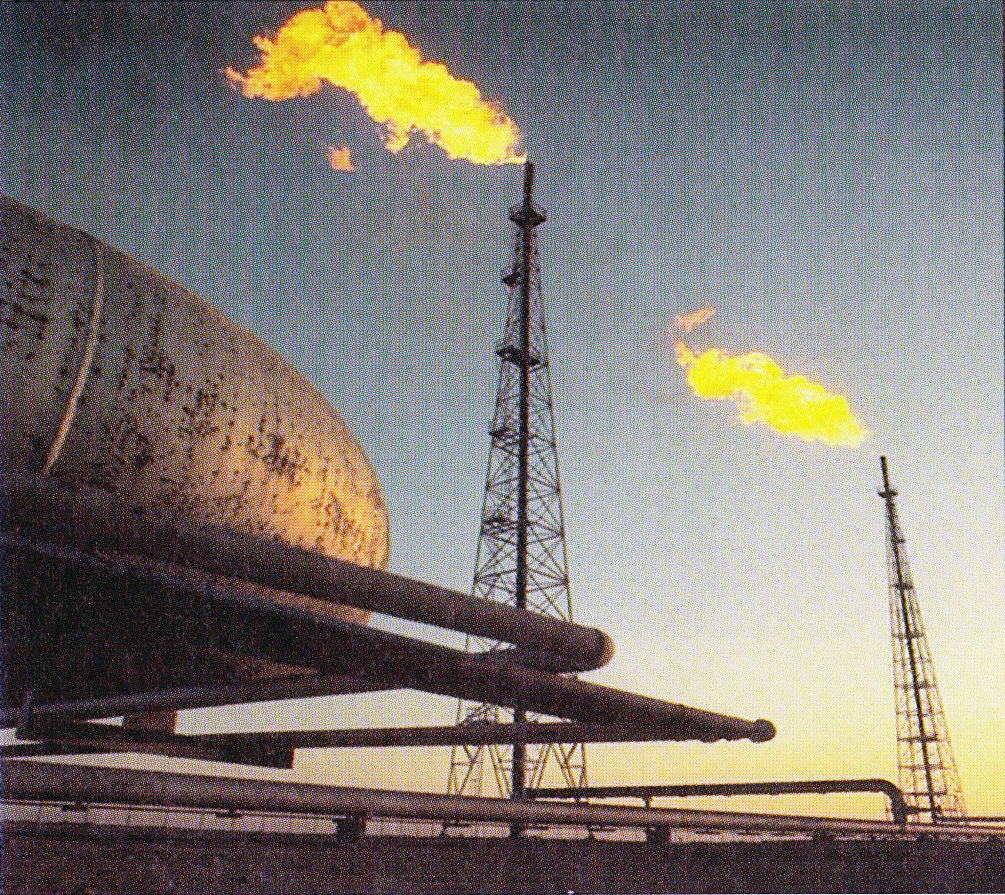
Írán vyrábí 60–70 % svých průmyslových zařízení na domácí půdě, včetně rafinerií, tankerů, těžebních věží, ropných plošin a výzkumných zařízení.

V roce 2005 dosahovala kapacita íránských elektráren 41 gigawatthodin elektrické energie. Jako palivo se využívá především ropa, tedy cenný vývozní artikl, proto se plánuje výstavba cca 20 jaderných elektráren a zařízení na produkci jaderného paliva. Podle prohlášení nového prezidenta Íránské organizace pro atomovou energii Ferejdúna Abbásího Daváního z jara 2011 postaví Írán v nejbližších letech čtyři až pět výzkumných reaktorů (výkon 10 až 20 MW), které budou spalovat uran obohacený na 20 %. Je tedy nutné postavit i zařízení na obohacování uranu. Účelem těchto jaderných zařízení bude získat zkušenosti pro stavbu a provoz elektráren. Dostatek uranu pro trvalý provoz výzkumného reaktoru TRR v Teheránu (původně americká konstrukce, později upravená pro použití paliva obohaceného na 20 %) bude pravděpodobně vyroben v průběhu jednoho roku, továrna na výrobu palivových článků v Isfahánu je rovněž schopna zahájit provoz.

### Těžební průmysl

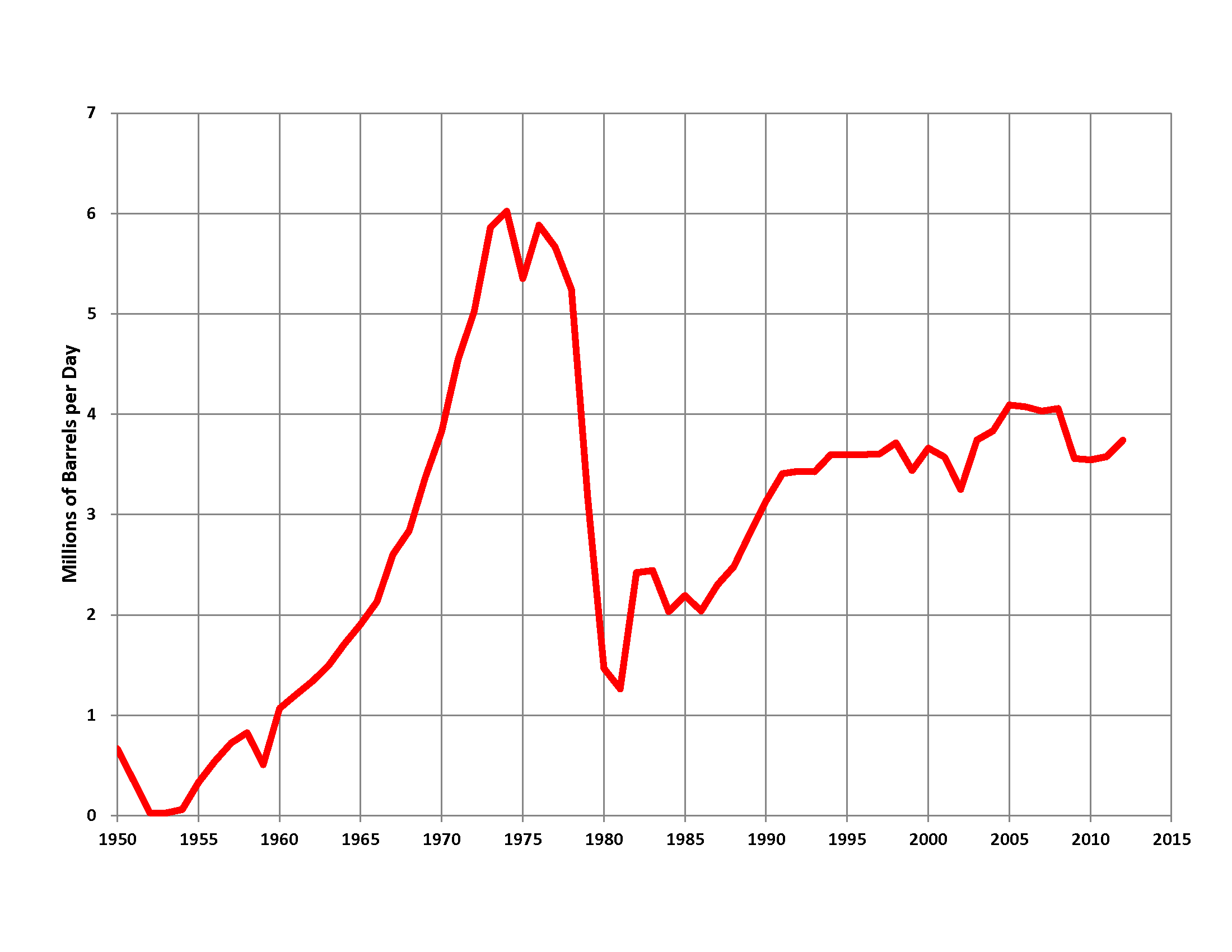
Denní produkce ropy v Íránu (1950–2012, v mil. barelů)

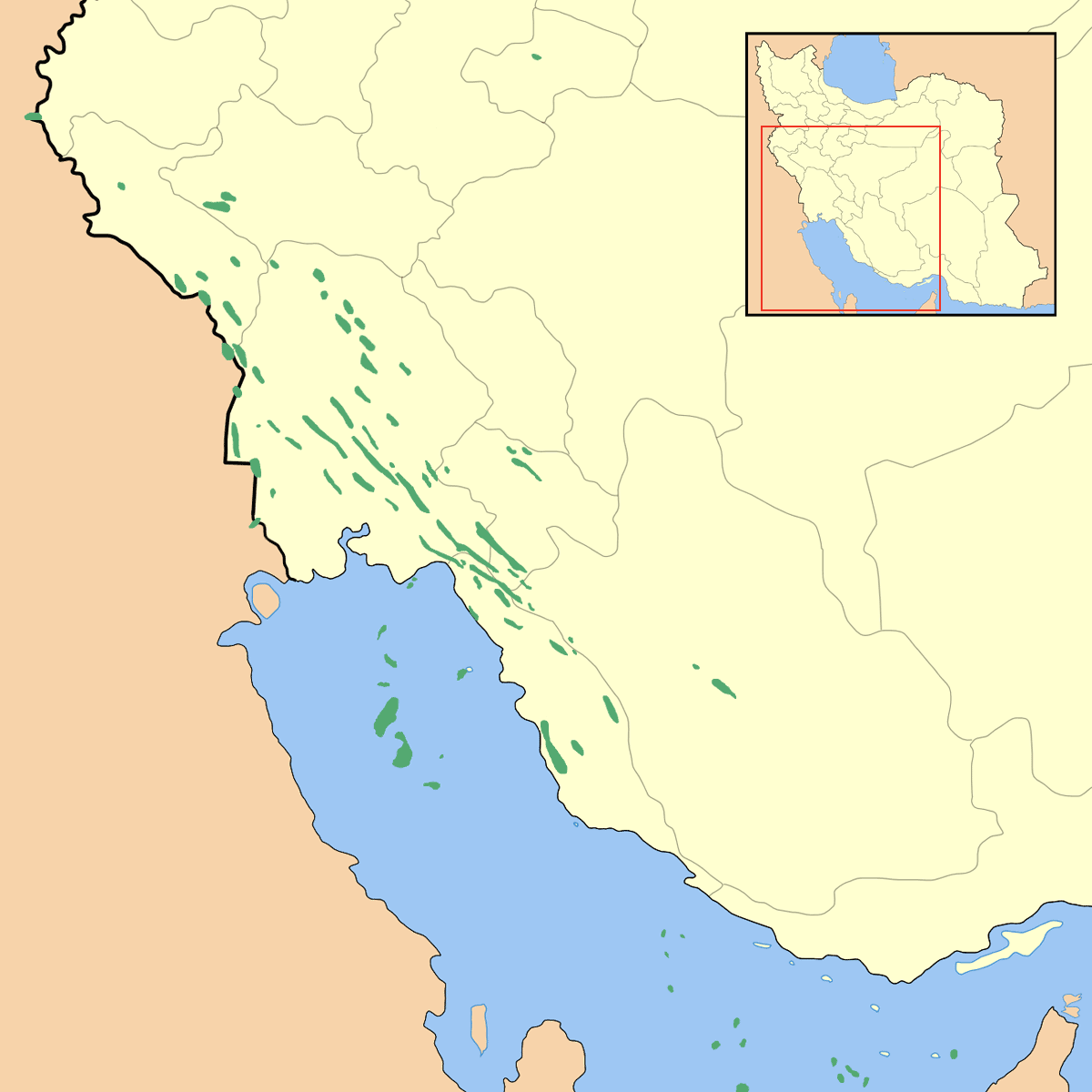
Rozložení ložisek ropy v Íránu

Na íránském území se podle odhadů nachází 10–11 % světových zásob ropy. Země disponuje zásobami černého zlata v celkovém množství zhruba 18 miliard tun, což ji řadí na třetí místo ve světovém měřítku. U zemního plynu je to dokonce druhé místo (27 bilionů m³, podle některých pramenů dokonce 940 bilionů m³). V těžbě ropy a zemního plynu byl Írán v roce 2005 na čtvrtém, resp. šestém místě na světě (200 milionů tun ropy, 80 miliard m³ plynu). Velká část tamních ropných polí byla objevena ve čtyřicátých a padesátých letech. Británie se ale nechtěla dělit o zisky z ropy rovným dílem.[zdroj⁠?!] Muhammad Mosaddek provedl znárodnění, avšak byl svržen převratem, který plánovaly USA.[zdroj⁠?!] Jakmile Spojené státy dosáhly roku 1972 ropného vrcholu, získala postupně ložiska v Íránu i v celé oblasti Blízkého východu velký geopolitický význam. Po vážném ochromení v důsledku druhého ropného šoku v polovině sedmdesátých let a islámské revoluci v roce 1979 zajišťuje těžební průmysl v roce 2012 denní produkci v průměru 3,979 milionů barelů ropy, což obnáší zhruba 632,7 milionů litrů. Z toho je určeno 1,425 milionu barelů (226,6 milionů litrů či 0,194 milionu tun) pro vlastní potřebu (ročně to je asi 71 milionů tun), zbylých 2,5 milionů barelů (téměř 400 milionů litrů) se vyváží do zahraničí. Spotřeba ropy pro vlastní potřebu se od roku 1980 ztrojnásobila a odpovídajícím způsobem rostl i export – výdaje s tím spojené dosáhly roku 2006 částky 4 miliardy dolarů. Nadále jsou subvencovány ceny benzínu (litr stojí v přepočtu 8 eurocentů), parlament však vzhledem k finanční krizi již rozhodl o změnách.
Dne 17. února 2008 byla na ostrově Kiš v provincii Hormozgán otevřena Íránská ropná burza (IOB), na níž se místo obvyklých petrodolarů začíná obchodovat v petroeurech – trend, související se stabilním postavením eura jako mezinárodního platidla, ale i s krizí ve vztazích s USA v poslední době.
| Lokalita                                           | bbl/d       |
| -------------------------------------------------- | ----------- |
| Ahváz-Asmarú                                       | 700 000     |
| Gačsarán                                           | 560 000     |
| Márún                                              | 520 000     |
| Bangestán (produkce má vzrůst na více než 550 000) | cca 245 000 |
| Ághádžarí                                          | 200 000     |
| Karandž-Pársí                                      | 200 000     |
| Rag-e Safíd                                        | 180 000     |
| Bibi-Hakímé                                        | 130 000     |
| Pázanán                                            | 70 000      |

### Zemědělství

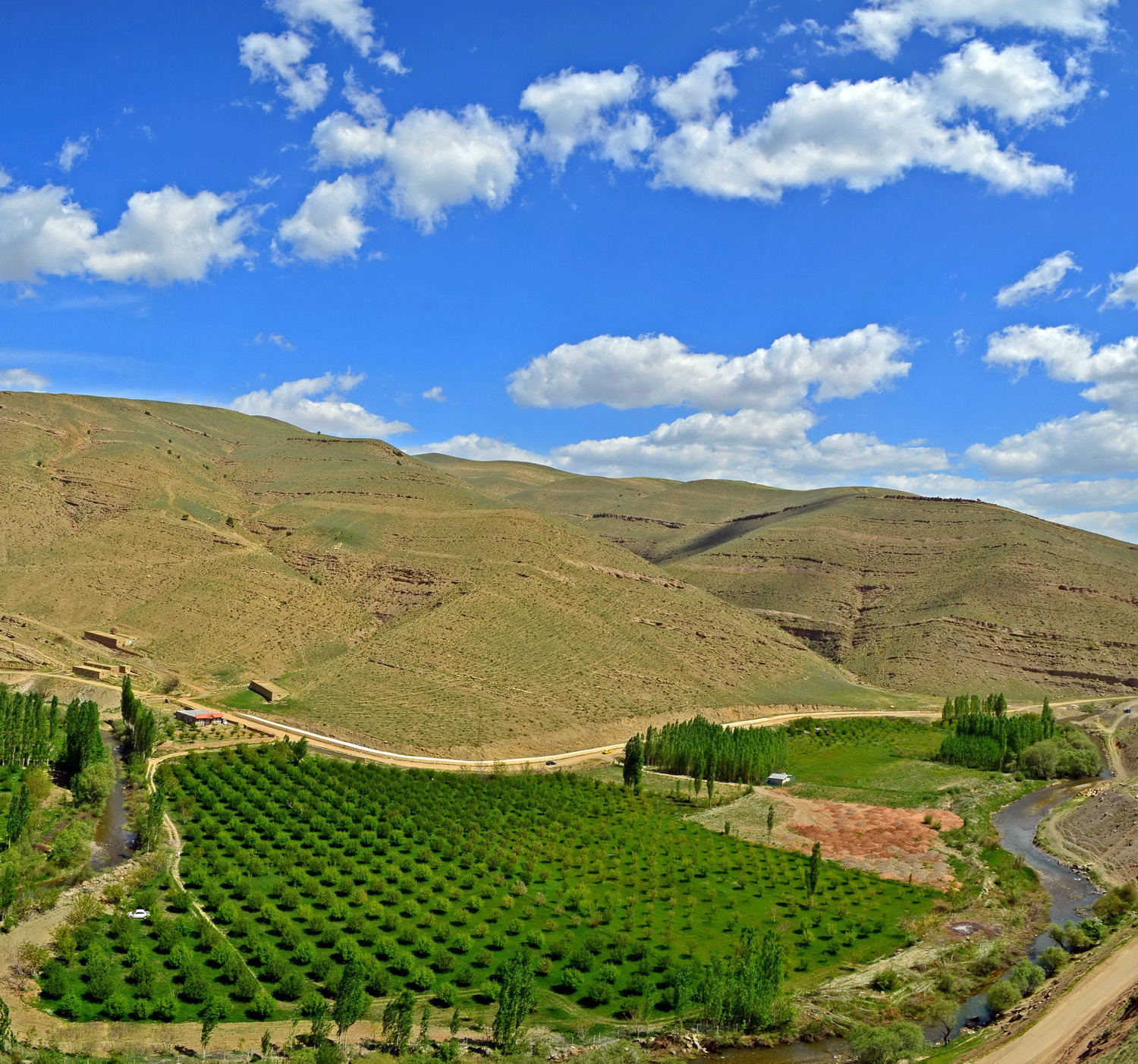
Zemědělská krajina v západním Íránu

Navzdory tomu, že íránská krajina je velmi hornatá, zahrnuje zemědělsky využívaná půda 9 % rozlohy země, přičemž ovšem třetina ploch musí být uměle zavlažována. Nejdůležitějšími produkty jsou pšenice, rýže, cukr, bavlna, ovoce, ořechy, datle, vlna a kaviár. Od revoluce v roce 1979 se na 200 000 hektarech půdy pěstují vzhledem k islámskému zákazu alkoholu především stolní odrůdy vinné révy, nevhodné k výrobě vína; vzrostla rovněž produkce rozinek, kde je Írán po Turecku druhým největším exportérem na světě.

### Export a import
V roce 2005 vyvezl Írán do zahraničí produkty a zboží v hodnotě 55,25 miliard dolarů. Největšími obchodními partnery byly v roce 2004 Japonsko (kam směřovalo 18,4 % exportu), Čína (9,7 %), Itálie (6 %), Jihoafrická republika (5,8 %), Jižní Korea (5,4 %), Tchaj-wan (4,6 %), Turecko (4,4 %) a Nizozemsko (4 %). Mezi exportními artikly převažuje ropa, jejíž vysoké ceny dovolovaly íránské vládě subvencovat průmysl a snižovat schodek státního rozpočtu.
Íránský import dosáhl v roce 2005 částky zhruba 42,5 miliard dolarů. Hlavními dodavateli byly v roce 2004 Německo (12,8 %), Francie (8,3 %), Itálie (7,7 %), Čína (7,2 %), Spojené arabské emiráty (7,2 %), Jižní Korea (6,1 %) a Rusko (5,4 %).
15. ledna 2013 prohlásil íránský ministr ekonomiky Sejed Šamsedí Hosejní, že íránská republika hodlá postupně zcela vyloučit ze zahraničních obchodních transakcí západní měny, zejména euro a americký dolar. Zejména ve zbavování se vlivu dolaru jde o dlouhodobější trend.

## Obyvatelstvo

Íránské provincie dle hustoty obyvatel (2013)

Provincie dle populace (2014)

Írán je rozmanitá země, která se skládá z četných etnických a jazykových skupin, které jsou sjednoceny prostřednictvím sdílené íránské národnosti. Počet obyvatel Íránu dramaticky vzrostl během 2. poloviny  20. století z asi 19 milionů v roce 1956 na zhruba 86 milionů v roce 2024. Nicméně míra porodnosti v posledních letech výrazně poklesla, což se projevilo v míře růstu populace – v červenci 2012 – asi 1,29%. Studie předpokládají, že růst bude i nadále zpomalovat, dokud se do roku 2050 nestabilizuje na 105 milionech. Na rozvojovou zemi má Írán nízkou porodnost (úhrnná plodnost kolem 1,6 dítěte na ženu). Přitom ještě v 80. letech to bylo 6,5 dítěte na ženu. Tento prudký pokles byl zčásti způsoben politikou íránské vlády, která např. rozdávala zdarma kondomy, platila vasektomie a všichni novomanželé museli povinně navštívit přednášku o antikoncepci. Vláda ale v poslední době[kdy?] obrátila a naopak se snaží porodnost podporovat.
Íránci se v průměru dožívají 70,56 let, u žen je toto číslo 72,07, u mužů 69,12. Průměrný věk činí v současnosti[kdy?] 25 let u žen a 24 let u mužů (celkový průměr 25,8 let). Gramotnost je 79 %. Podle odhadů emigrovalo, většinou od revoluce v roce 1979, asi pět milionů íránských občanů do jiných zemí.
V Íránu také žije jedna z největších populací uprchlíků na světě s více než milionem uprchlíků, většinou z Afghánistánu a Iráku.
Ještě v 70. letech 20. století žilo v Íránu 2–4 milionů kočovníků, tedy každý desátý až dvacátý Íránec.

### Etnické skupiny

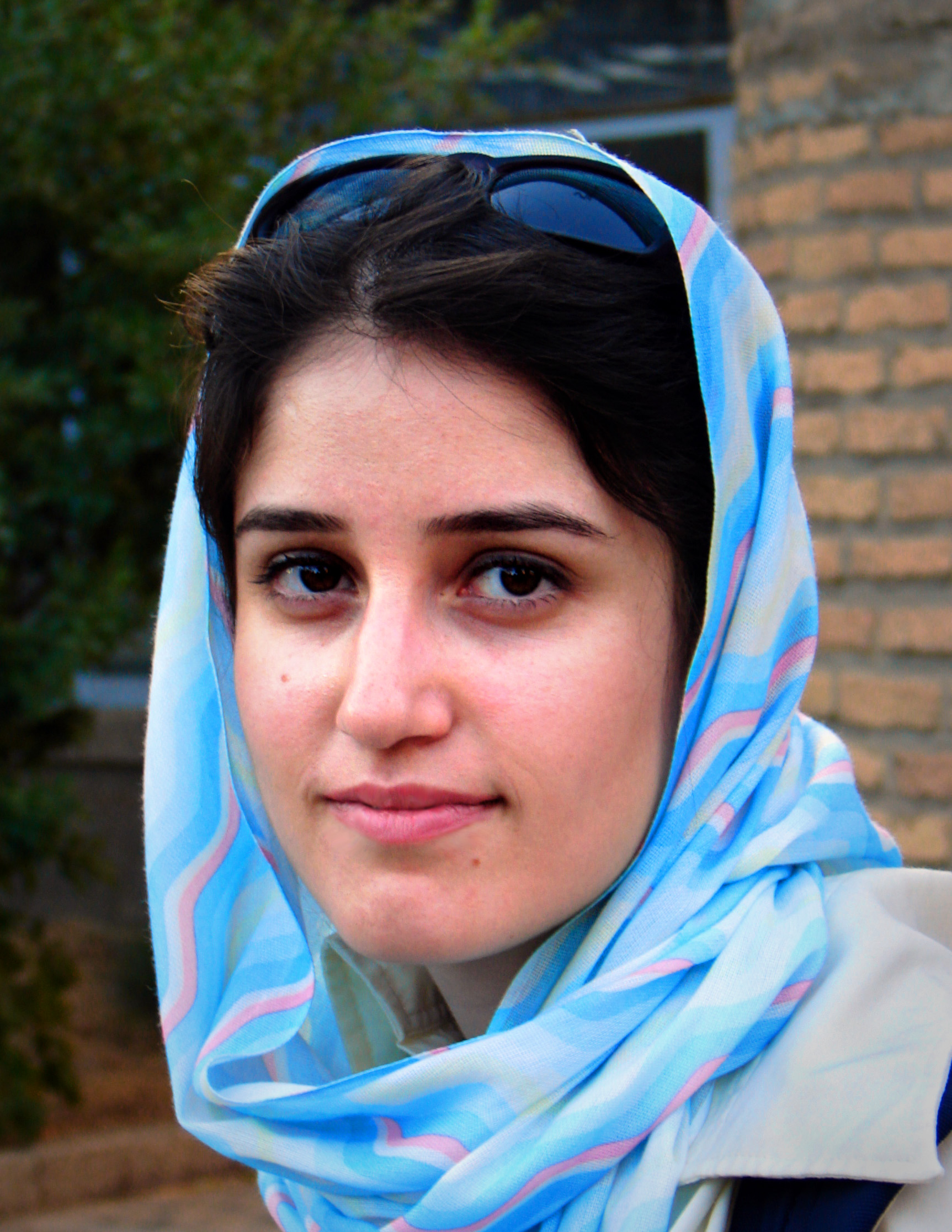
Íránská dívka s hidžábem

V Íránu žijí lidé mnoha vyznání a etnického původu, stmelení perskou kulturou. Peršané, tvůrci starověké perské říše, jsou nejpočetnější složkou populace. The World Factbook odhaduje, že 79 % íránské populace jsou různé indoevropské etnolingvistické skupiny, které se skládají z mluvčích íránských jazyků, tedy potomků árjských (indoevropských) kmenů, které začaly do dnešního Íránu migrovat ze Střední Asie v 4. tisíciletí př. n. l. včetně Peršanů (vč. Mázandaránců a Gílánců), kteří tvoří 61 % populace, Kurdů 10 %, Lúrů 6 % a Balúčů 2 %. Lidé zbývajících etnolingvistických skupiny tvoří zbývajících 21 %, ze kterých je 16 % Azerů, 2 % Arabů, Turkmeni a jiné turkické kmeny tvoří 2 % a další (jako Arméni: 120 000 v červnu 2007, Talyšové, Gruzínci, Čerkesové, Asyřané) tvoří 1 %.
Knihovna Kongresu udává mírně odlišné odhady: 65 % Peršanů (včetně Mázandaránců, Gílánců a Talyšů), 16 % Azerů, 7 % Kurdů, 6 % Lúrů, 2 % Balúčů, 1 % turkických kmenových skupin (včetně Kaškajů a Turkmenů) a neíránských a neturkických skupin (Arménů, Gruzínců, Asyřanů, Čerkesů a Arabů) méně než 3 %. To určuje, že perština je první jazyk pro přinejmenším 65 % populace země a druhým jazykem pro většinu zbývajících 35 %.
Jiné nevládní odhady týkající se jiných skupin než Peršanů a Ázerbájdžánů zhruba souhlasí s The World Factbook a knihovnou Kongresu. Avšak mnoho vědeckých odhadů a odhadů organizací týkajících se počtu těchto dvou skupin se výrazně liší od uvedeného sčítání lidu. Podle mnoha z nich tvoří počet etnických Azerů v Íránu 21,6–30 % celkové populace, přičemž většina jich drží odhad na 25 %.cd V každém případě v Íránu žije největší populace Azerů na světě.

### Jazyky

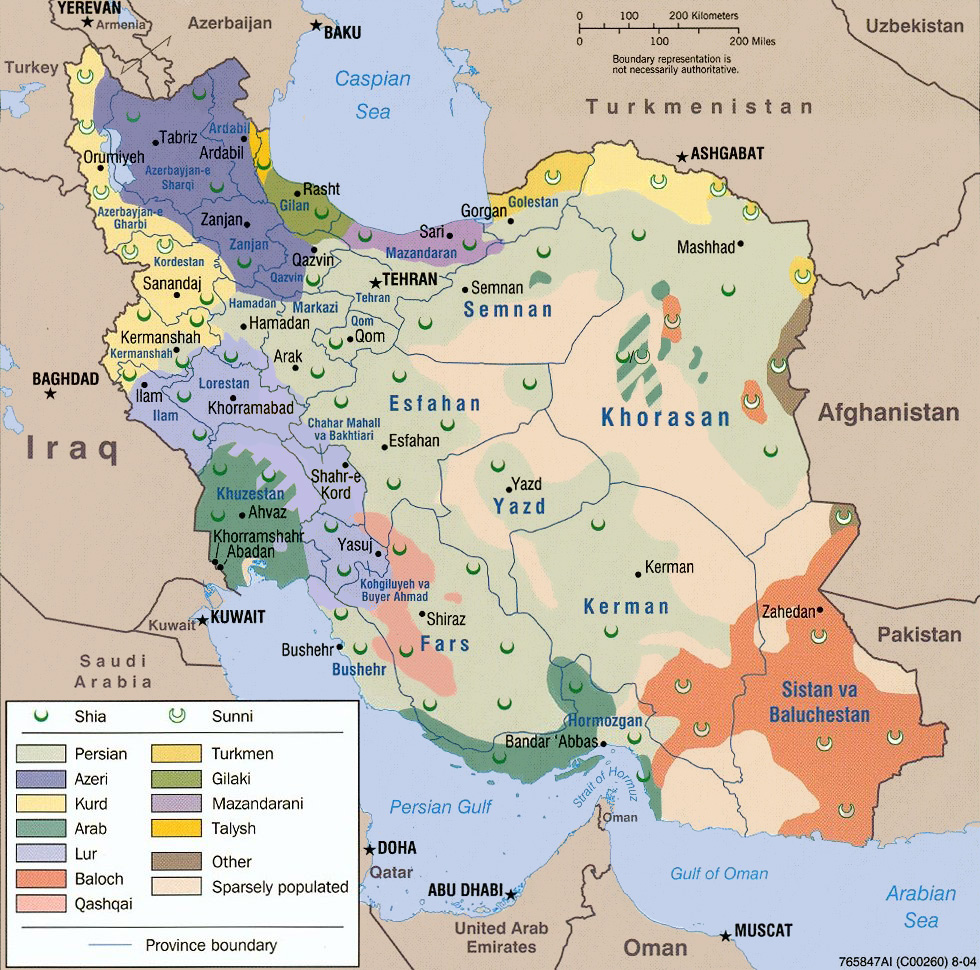
Etnolingvistická mapa Íránu

Většina populace mluví perštinou, která je zároveň úředním jazykem země. Ostatní používají jiné íránské jazyky, které náleží do Indoevropských jazyků a jazyky jiných etnik v Íránu.
V severním Íránu, většinou omezeném na Gílán a Mázandarán, jsou široce rozšířeny gílánština a mázandaránština. Obě mají příbuznost se sousedními kavkazskými jazyky. V částech Gílánu je také široce používána talyština, která přesahuje až do sousedního Ázerbájdžánu. V provincii Kurdistán a blízkých oblastech jsou rozšířeny různé nářečí kurdštiny. V Chúzistánu se hovoří několika různými obměnami perštiny. V jižním Íránu je dále rozšířena lúrijština a larijština.
V různých regionech Íránu, zejména v oblasti Ázerbájdžánu, je rozšířena ázerbájdžánština, která je po perštině zdaleka nejvíce používaným jazykem v zemi. Dále je rozšířena řada dalších turkických jazyků a dialektů.
Mezi významné minoritní jazyky v Íránu patří arménština, gruzínština, neoaramejština a arabština. V minulosti byla jedním z široce používaných jazyků i čerkeština, kterou hovořila velká minorita Čerkesů, ale kvůli mnohaleté asimilaci už jí značná část Čerkesů neovládá.
Procentuální vyjádření používaných jazyků jsou i nadále předmětem debat, protože mnozí jsou politicky motivováni; zejména pokud jde o největší a druhé největší etnikum v Íránu – Peršany a Azery. Procenta uvedená ve World Factbook udávají 53 % perštinu, 16 % ázerbájdžánštinu, 10 % kurdštinu, 7 % mázandaránštinu a gílánštinu, 7 % lúrijštinu, 2 % turkmenštinu, 2 % balúčštinu, 2 % arabštinu a 2 % zbytek jako arménštinu, gruzínštinu, neoaramejštinu a čerkeštinu.

### Náboženství

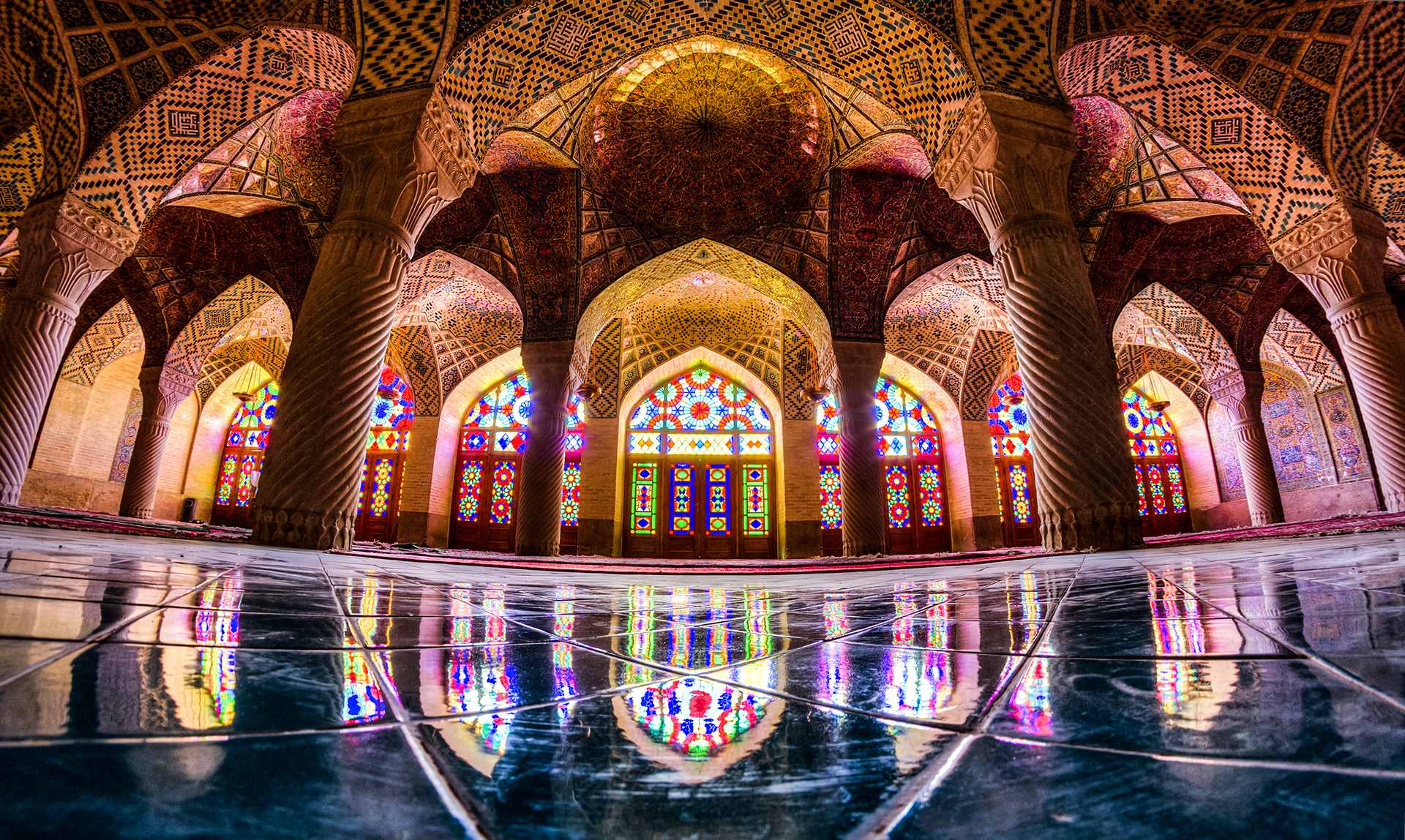
Mešita Násir al Mulk v Šírázu

V Íránu jsou principy státního uspořádání úzce propojeny s náboženstvím. Státním náboženstvím Íránu je šíitský islám, který vyznává přes 90 % obyvatel, cca 8 % tvoří sunnité. Zbylá dvě procenta tvoří vyznavači nemuslimských náboženství: Bahá’í, mandejství, hinduismu, jazídismu, jarsanismu, zoroastrismu, judaismu a křesťanství. Poslední tři zmíněná náboženství jsou oficiálně uznávaná a chráněná a mají vyhrazená místa v íránském parlamentu.[zdroj?] Íránská židovská komunita je největší na Středním východě (mimo Izrael); navzdory několika vlnám emigrace po vzniku Izraele a po pádu šáha je dnes populace stabilní, kolem 25 000 lidí. I přes častou antisionistickou rétoriku vlády se v Íránu judaismus a křesťanství těší vážnosti a íránské obyvatelstvo vůči židům a křesťanům netrpí nevraživostí, obvyklou u Arabů.
Íránská vláda oficiálně neuznává existenci nevěřících Íránců. To vede k tomu, že opravdové zastoupení náboženského rozdělení je v Íránu neznámé, tak jako počet nevěřících, spiritualistů, ateistů, agnostiků a odpadlíků od islámu a je pravděpodobné, že jsou tito zahrnováni do vládní statistiky 99% muslimské většiny.
Íránská vláda také neuznává jarsanismus jako samostatné náboženství a tvrdí, že se jedná o sektu šíitského islámu.Přesné počty ahl-e-hakk je proto obtížné zjistit, ale odhady uvádějí počet následovníků na 1 000 000 lidí, což činí z jarsanismu druhé největší náboženství v zemi.

### Významná města
Celkem 60 % íránské populace žije ve městech. Městské aglomerace trpí přelidněností, nedostatečnou dopravní obslužností a smogem. V první řadě to platí o metropoli Teheránu, která je svými téměř 8 miliony obyvateli zdaleka největším městem země. Z historického hlediska jsou vedle Teheránu nejvýznamnějšími středisky Mašhad, Isfahán, Tabríz a Šíráz.
| Pořadí | Transkripce  | Persky    | SL 1986   | SL 1991   | SL 1996   | SL 2006   | SL 2016   | Provincie            |
| ------ | ------------ | --------- | --------- | --------- | --------- | --------- | --------- | -------------------- |
| 1.     | Teherán      | تهران     | 6 042 584 | 6 475 527 | 6 758 845 | 7 797 520 | 8 737 510 | Teherán              |
| 2.     | Mašhad       | مشهد      | 1 463 508 | 1 559 155 | 1 887 405 | 2 427 316 | 3 372 660 | Chorásán Razaví      |
| 3.     | Isfahán      | اصفهان    | 986 753   | 1 127 030 | 1 266 072 | 1 602 110 | 2 243 249 | Isfahán              |
| 4.     | Karadž       | كرج       | 275 100   | 442 387   | 940 968   | 1 386 030 | 1 973 480 | Alborz               |
| 5.     | Šíráz        | شيراز     | 848 289   | 965 117   | 1 053 025 | 1 227 331 | 1 869 001 | Fárs                 |
| 6.     | Tabríz       | تبريز     | 971 482   | 1 088 985 | 1 191 043 | 1 398 060 | 1 773 033 | Východní Ázerbájdžán |
| 7.     | Ahváz        | اهواز     | 579 826   | 724 653   | 804 980   | 985 614   | 1 302 591 | Chúzistán            |
| 8.     | Qom          | قم        | 543 139   | 681 253   | 777 677   | 959 116   | 1 292 283 | Qom                  |
| 9.     | Kermánšáh    | كرمانشاه  | 560 514   | 624 084   | 692 986   | 794 863   | 1 083 833 | Kermánšáh            |
| 10.    | Orumíje      | اروميه    | 300 746   | 357 399   | 435 200   | 583 255   | 1 040 565 | Západní Ázerbájdžán  |
| 11.    | Rašt         | رشت       | 290 897   | 340 637   | 417 748   | 557 366   | 956 971   | Gílán                |
| 12.    | Shahriar     | شهریار    |           |           |           | 328 190   | 744 210   | Teherán              |
| 13.    | Kermán       | كرمان     | 257 284   | 311 643   | 384 991   | 515 114   | 738 724   | Kermán               |
| 14.    | Bandar Abbás | بندر عباس | 201 642   | 249 504   | 273 578   | 379 301   | 680 366   | Hormozgán            |
| 15.    | Hamadán      | همدان     | 272 499   | 349 653   | 401 281   | 479 640   | 676 105   | Hamadán              |
| 16.    | Záhedán      | زاهدان    | 281 923   | 361 623   | 419 518   | 567 449   | 672 589   | Sístán a Balúčistán  |
| 17.    | Jazd         | يزد       | 230 483   | 275 298   | 326 776   | 432 194   | 656 474   | Jazd                 |
| 18.    | Ardabíl      | اردبيل    | 281 973   | 311 022   | 340 386   | 418 262   | 605 992   | Ardabíl              |
| 19.    | Kazvín       | قزوين     | 248 591   | 278 826   | 291 117   | 355 338   | 596 932   | Kazvín               |
| 20.    | Arák         | اراك      | 265 349   | 331 354   | 380 755   | 446 760   | 591 756   | Markazí              |

## Kultura

### Umění

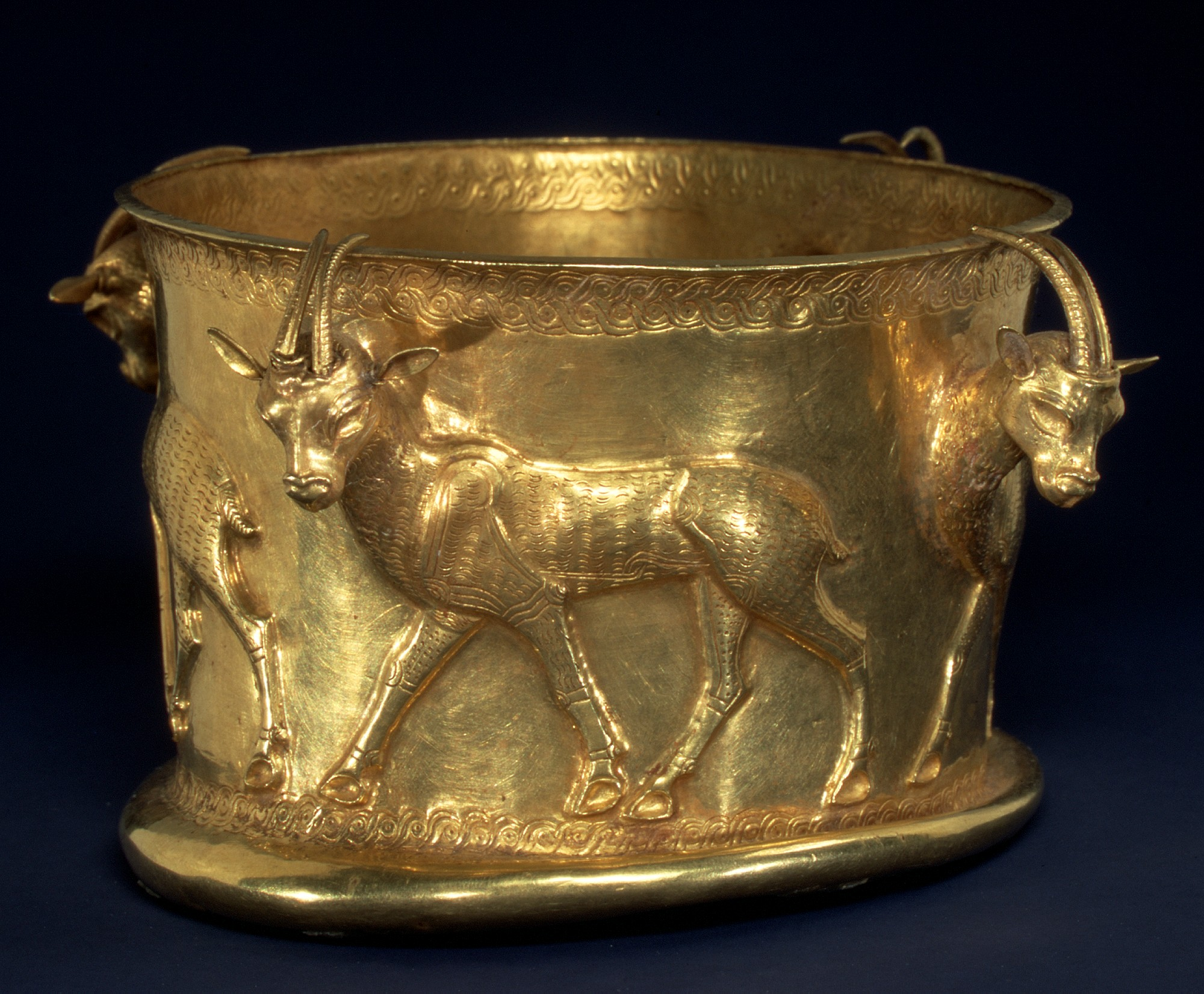
Zlatý kotlík z doby železné z oblasti Marlik, Metropolitní muzeum umění, New York.

Íránské umění zahrnuje mnoho oborů, včetně architektury, kamenictví, zpracování kovů, tkalcovství, hrnčířství, malby a kaligrafie. Íránská umělecká díla vykazují velkou rozmanitost co do stylu, regionů a období. Médské umění zůstává poněkud nejasné, ale teoreticky je připisováno skytskému stylu. Achaimenovci ve velkém přebírali umění od sousedních civilizací, ale vytvořili syntézu jedinečného stylu s eklektickou architekturou, která je k vidění na místech jako Persepolis a Pasargady. Seleukovci přinesli řeckou ikonografii, následovala kombinace helenistických a dřívějších orientálních prvků v umění Parthů jako je chrám věnovaný bohyni Anáhitá a socha parthského šlechtice. V době Sásánovské říše prodělalo íránské umění celkovou renesanci. Ačkoli je vývoj nejasný, bylo sasánovské umění velmi vlivné a rozšířilo se do vzdálenějších oblastí. Mezi dochované památky z tohoto období patří Taq-e-Bostan, Taq-e-Kasra, Nakš-e Rustam a Falak ol-Aflák.
Během středověku hrálo sasánovské umění významnou roli ve formování evropského i asijského středověkého umění, které se přeneslo do islámského světa, a mnoho z toho, co se později stalo známým jako islámské učení – včetně medicíny, architektury, filozofie, filologie a literatura – bylo sasánovského základu. Proslulá je perská miniatura, která zvláště za Safíovců dosáhla dokonalosti forem a barev.

### Architektura

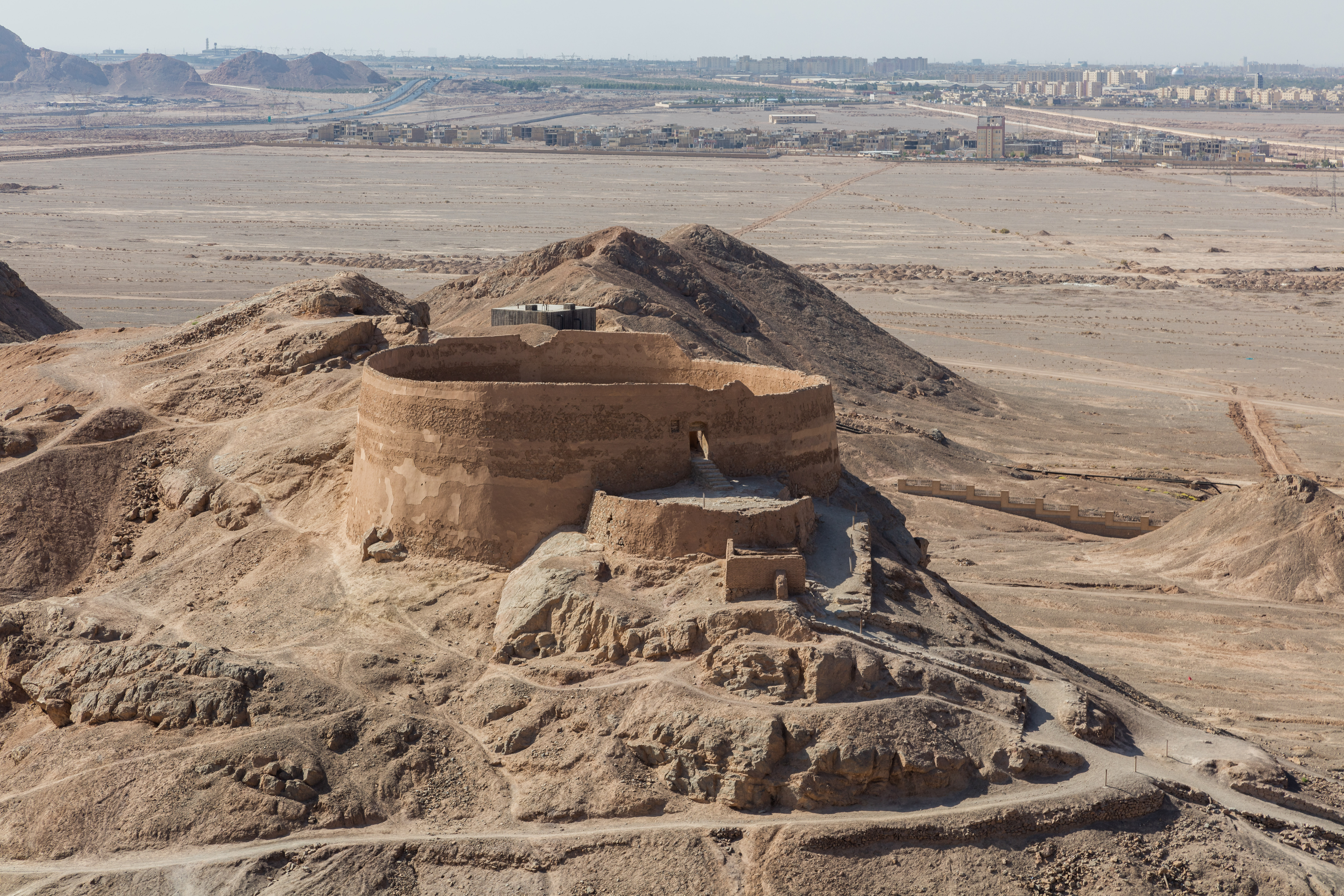
Věž mlčení u Jazdu, používaná zoroastriány k pohřbívání mrtvých

Historie íránské architektury sahá až do sedmého tisíciletí před naším letopočtem. Íránci byli mezi prvními, kteří v architektuře použili matematiku, geometrii a astronomii. Íránská architektura vykazuje velkou rozmanitost, strukturální i estetickou, která se postupně a soustavně rozvíjí z dřívějších tradic a zkušeností. Vedoucím motivem íránské architektury je její kosmický symbolismus, „kterým se člověk dostává do komunikace a účasti s mocnostmi nebe“. Sakrální architektura vychází z arabských i perských vzorů a její stylové prvky lze najít od Indie až po středoasijské republiky bývalého SSSR.
Írán je na sedmém místě na seznamu UNESCO s největším počtem archeologických míst, ruin a památek ze starověku.

### Hudba
V oblasti hudby byl Írán od 19. století vystavován západním vlivům – první vojenskou hudbu evropského střihu měli již kádžárovští šáhové. Moderní pop music se výrazněji rozvinula až v sedmdesátých letech a po islámské revoluci byla rychle zakázána. Její nejznámější představitelkou byla zpěvačka Kúkúš (Gúgúš). Rock se stal ve větší míře populární koncem let devadesátých, kdy vznikla celá řada hudebních skupin, působících zprvu uvnitř podzemní subkultury. Vládě nakonec nezbylo nic jiného než se s existencí některých těchto těles smířit, takže skupiny jako např. 127 a The Technicolor Dream již natočily i písně nazpívané anglicky. V současné době existuje i íránský heavy metal. Z Íránu pochází i zpěvák Arash Labaf.

### Kinematografie

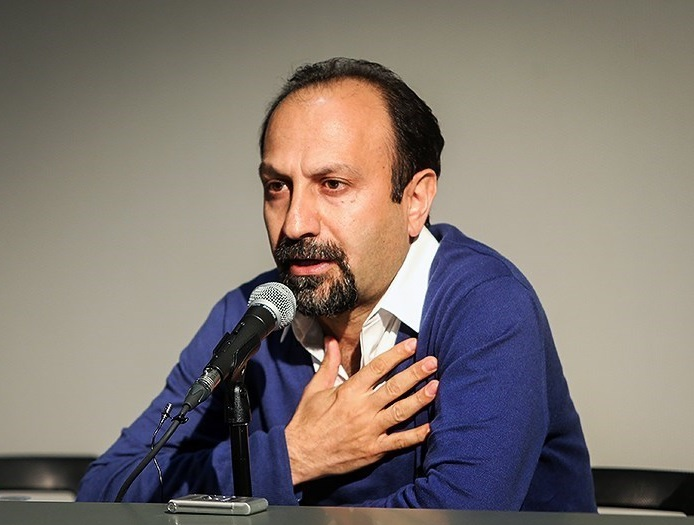
Asghar Farhadi

Íránská kinematografie, jejíž počátky jsou spjaty s osobou režiséra Abdulláha Sepanty, je často ceněna více v zahraničí než doma a její produkce má co do počtu filmů spíše klesající úroveň (viz tabulka). V sedmdesátých letech existovalo v Íránu 14 studií, kde se natáčelo kolem 70 filmů ročně; kin bylo v zemi zhruba 500. Islámská revoluce měla na celý žánr negativní dopad. K hlavním poválečným osobnostem, které ovlivnily vývoj íránského filmu, patří Ismá’íl Kúšán a Farroch Ghaffárí.
Od 90. let 20. století si získal na mnoha světových festivalech uznání íránský umělecký film. K průkopnickým tvůrcům patřil Abbás Kiarostamí, který roku 1997 získal Zlatou palmu na festivalu v Cannes a roku 1999 Stříbrného lva za nejlepší režii v Benátkách. Rok poté získal benátskou hlavní cenu, Zlatého lva, další íránský režisér: Džafar Panahí. Ten v roce 2015 triumfoval i na Berlinale. Tito tvůrci často svádí s íránským režimem nelehké zápasy o možnost točit – právě Panahí dva své filmy vytvářel z domácího vězení, do něhož byl odsouzen na šest let za "pokus o spáchání zločinů proti národní bezpečnosti a propagandě Íránu". Jeho filmy se v Íránu nesmí promítat. Asghar Farhadi se v roce 2012 stal prvním íránským režisérem, který převzal Oscara za nejlepší cizojazyčný snímek. Roku 2017 tuto cenu získal podruhé, na ceremoniál do USA ale odmítl přijet na protest proti imigrační politice amerického prezidenta Donalda Trumpa. Farhadi získal rovněž Zlatý globus, Zlatého medvěda v Berlíně a Césara. V roce 2020 triumfoval na Berlinale další íránský nezávislý filmař: Mohammad Rasúlof. Také on se dostal do střetu s íránským režimem a byl za "zločin proti státní propagandě" poslán na rok do vězení.

### Věda

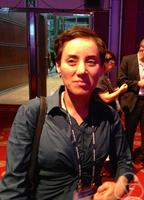
Marjam Mírzácháníová

Stará perská věda byla velice rozvinutá. Jednou z hlavních osobností islámského zlatého věku byl v 10. století Abú Bakr Mohammed ibn Zakaríja ar-Rází, v latinských textech často nazývaný Rhazes. Přisuzuje se mu řada lékařských objevů, například rozlišení pravých neštovic od spalniček, a objevení řady nových sloučenin, například petroleje nebo kyseliny sírové. Učenec 13. století Naṣīr al-Dīn al-Ṭūsī zásadně posunul vývoj v trigonometrii, zejména v knize Kitāb al-Shakl al-qattā. Ceněno je i jeho pojednání o astrolábu al-Risalah al-Asturlabiyah. Jeho biologická práce Akhlaq-i-Nasri je považována za první příspěvek k teorii evoluce živočišných druhů. Významným astronomem byl Džamšíd Al-Káší. Židovský konvertita Rašíd al-Dín Hamadání proslul především dějinami světa sepsanými v letech 1300–1310 v perštině v knize Jāmiʿ al-tawārīkh. V knize projevoval značný zemský patriotismus a užíval za tím účelem, jako jeden z prvních autorů, pojmu „Írán“.
Marjam Mírzácháníová získala v roce 2014 Fieldsovu medaili, která je považovaná za nejprestižnější matematické ocenění. Stala se první ženou v historii, které se dostalo této cti. Významným fyzikem současnosti je Nima Arkani-Hamed.
Dne 4. února 2008 prezident Mahmúd Ahmadínežád slavnostně otevřel vesmírné kontrolní středisko, které o rok později, 3. února 2009, vyslalo do vesmíru první družici Omid vlastní výroby (první družici vyslal Írán na oběžnou dráhu již v roce 2005, ta byla ruské výroby).
V roce 2021 byl oznámen objev fosilních otisků stop pozdně křídových dinosaurů v sedimentech geologického souvrství Farrokhi o stáří kolem 70 milionů let. Objev byl učiněn v centrální oblasti Íránu (oblast Khur). Jedná se o jeden z prvních objevů tohoto druhu na celém Blízkém východě.

### Sport

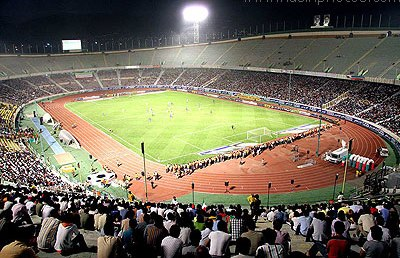
Stadion Azadí v Teheránu

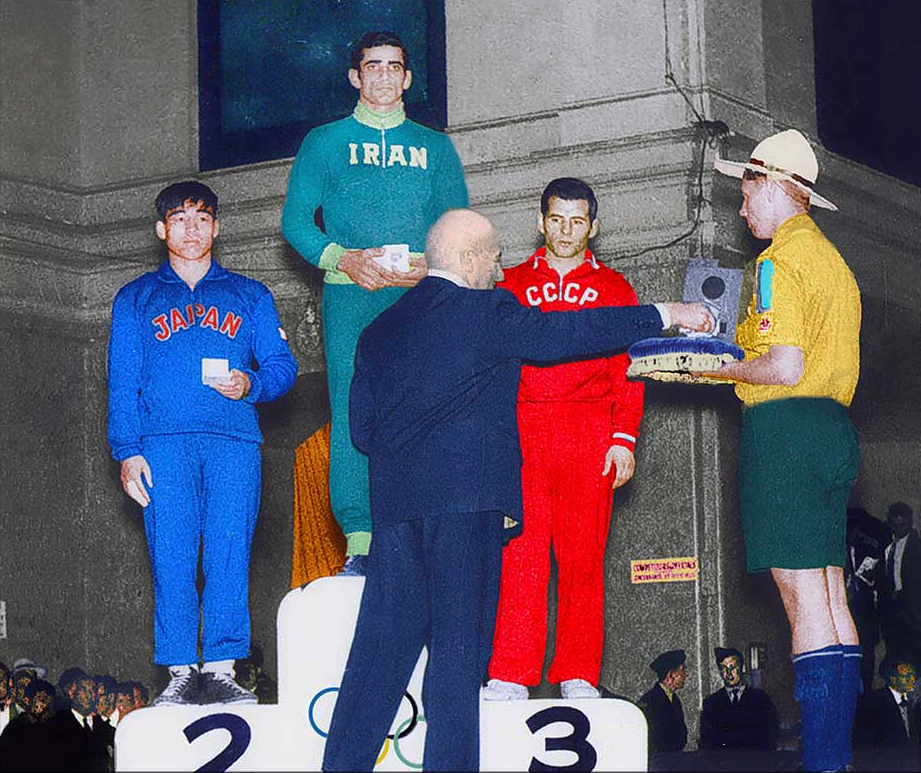
Emámalí Habíbí přebírá zlatou medaili na hrách v roce 1956

Nejoblíbenějším druhem kolektivního sportu v Íránu je fotbal. Íránská fotbalová reprezentace se zúčastnila celkem pěti mistrovství světa: mistrovství světa v Argentině (1978), mistrovství světa ve Francii (1998), mistrovství světa v Německu (2006), mistrovství světa v Brazílii (2014) a mistrovství světa v Rusku (2018). Na šampionát v Rusku se íránský tým kvalifikoval dokonce jako třetí nejrychlejší z 32 účastníků (po Rusku, které postupovalo automaticky jako pořadatelská země a Brazílii), již 12. června 2017 a celou kvalifikací prošel bez jediné porážky. Na samotných mistrovstvích však nikdy nepostoupil ze základní skupiny a vyhrál celkově dva zápasy – v roce 1998 s USA (2:1) a v roce 2018 s Marokem (1:0). Kromě toho Íránci čtyřikrát remizovali (1978 1:1 se Skotskem, 2006 1:1 s Angolou, 2014 0:0 s Nigérií a 2018 1:1 s Portugalskem) a devětkrát prohráli (1978 0:3 s Nizozemskem a 1:4 s Peru, 1998 0:1 s Jugoslávií a 0:2 s Německem, 2006 1:3 s Mexikem a 0:2 s Portugalskem, 2014 0:1 s Argentinou a 1:3 s Bosnou a Hercegovinou a 2018 0:1 se Španělskem. Třikrát vyhrál Írán mistrovství Asie ve fotbale (1968, 1972 a 1976).
Z dalších disciplín jsou populární zejména volejbal, basketbal a vodní pólo. Ve volejbalu se Íráncům nejnověji podařila kvalifikace na mistrovství světa v Japonsku (2006), jejich mužstvo však při utkáních nezaznamenalo ani jeden úspěch.
První Íránec se olympijských her zúčastnil již roku 1900, avšak pravidelně jezdí íránské výpravy na hry až od roku 1948. Od té doby přivezly 24 zlatých medailí (k roku 2021). Nejvíce jich získal Írán v úpolových sportech, tedy v zápasu, taekwondu a karate. Úspěšní jsou Íránci tradičně též ve vzpírání, jedno zlato přivezl střelec, Džavád Forúghí z Tokia 2020. Jeho zlato ale vyvolalo i protesty, neboť je příslušníkem Islámských revolučních gard, které Spojené státy považují za teroristickou organizaci. K odebrání medaile tomuto sportovci vyzvala například organizace pečující o památku zápasníka Navída Afkariho, popraveného za údajnou vraždu policisty při protivládních protestech v roce 2018. Nejúspěšnějším íránským olympijským sportovcem je taekwondista Hadi Saei, držitel tří medailí, z toho dvou zlatých. Dvě zlaté má i vzpěrač Hossein Rezazadeh. Bilanci tří olympijských kovů má též legendární zápasník Golamrezá Tachtí a vzpěrač Mohammad Nassiri. Vůbec první olympijské zlato do Íránu přivezl roku 1956 zápasník Emámalí Habíbí. Jedinou atletickou medaili zajistil svým druhým místem z Londýna 2012 diskař Ihsan Hadádí. Nejúspěšnějšími hrami pro íránské sportovce byly ty londýnské v roce 2012, na kterých vybojovali rekordních sedm zlatých medailí a skončili dvanáctí v medailovém pořadí národů. Všechny tyto medaile tradičně brali zápasníci a vzpěrači.
V Íránu má kořeny pólo. V roce 1974 se Írán stal první zemí v jihozápadní Asii, která uspořádala Asijské hry. Velmi populárním sportem je v Íránu kabadi. Íránské mužská reprezentace se již třikrát probojovala do finále mistrovství světa v tomto sportu,

### Kuchyně
Íránská kuchyně je rozmanitá, přičemž každá provincie má vlastní jídla i své kulinářské styly a tradice, které se dle oblasti liší. Jídla nebývají pikantní. Hojně se používají bylinky, dále plody jako švestky, granátová jablka, hrozny, kdoule a další. Většina íránských pokrmů je kombinací rýže s masem (kuřecí, jehněčí) nebo rybou a spoustou česneku, cibule, zeleniny, ořechů a bylin.
Spisovatelka Najmieh Batmanglij ve své knize Nové jídlo života píše, že „íránská kuchyně má hodně společného s ostatními orientálními kuchyněmi (viz např. arabská kuchyně), ale často je považována za nejdokonalejší a nevznešenější ze všech; barevná a složitá jako perský koberec.“